# PlusLiga (2017/2018)
PlusLiga 2017/2018 – 82. sezon siatkarskich mistrzostw Polski (18. sezon jako liga profesjonalna) organizowany przez PLPS SA pod egidą PZPS.

## System rozgrywek
Rozgrywki Plusligi obejmują dwie fazy:
- Faza zasadnicza – dwie rundy rozgrywane systemem „każdy z każdym – mecz i rewanż”
- Faza play-off – o tytuł Mistrza Polski grają zespoły, które po zakończeniu fazy zasadniczej rozgrywek zajęły w tabeli miejsca 1-6. Drużyny z miejsc 1-2. zostaną rozstawione w półfinałach, natomiast zespoły z miejsc 3-6. utworzą pary ćwierćfinałowe. Rywalizacja toczyć się będzie do dwóch zwycięstw. Pozostałe zespoły będą rywalizować w parach 5-6, 7-8, 9-10, 11-12, 13-14 na tych samych zasadach.
- Drużyna, która po fazie play-off zajmie 14. miejsce, zagra baraż o utrzymanie w PlusLidze. Jej przeciwnikiem będzie najlepsza drużyna I ligi, która spełni wymogi regulaminowe. Baraż będzie rozgrywany do trzech zwycięstw.
- Drużyny, które po zakończeniu fazy zasadniczej zajęły miejsca 15. i 16. automatycznie spadają do I ligi.

## Drużyny uczestniczące
| | PlusLiga 2017/2018           |    |     |
| --- | ---------------------------- | -- | --- |
| KED | ZAKSA Kędzierzyn-Koźle       | 1  | LM  |
| BEŁ | PGE Skra Bełchatów           | 2  | LM  |
| JAS | Jastrzębski Węgiel           | 3  | LM  |
| RZE | Asseco Resovia Rzeszów       | 4  | CEV |
| OLS | Indykpol AZS Olsztyn         | 5  |     |
| LUB | Cuprum Lubin                 | 6  |     |
| RAD | Cerrad Czarni Radom          | 7  |     |
| GDA | Trefl Gdańsk                 | 8  |     |
| WAR | Onico Warszawa               | 9  |     |
| KAT | GKS Katowice                 | 10 |     |
| BĘD | MKS Będzin                   | 11 |     |
| SZC | Stocznia Szczecin            | 12 |     |
| KIE | Dafi Społem Kielce           | 13 |     |
| BIE | BBTS Bielsko-Biała           | 14 |     |
| BYD | Łuczniczka Bydgoszcz         | 15 |     |
| | Awans z I ligi               |    |     |
| ZAW | Aluron Virtu Warta Zawiercie | 1  |     |
| Oznaczenia: - kolumna pierwsza – skróty nazw drużyn wpisane na mapie (jeśli ta została zamieszczona), - kolumna trzecia – miejsce zajęte przez daną drużynę w poprzednim sezonie. |                              |    |     |

Uwaga: Klub Stocznia Szczecin do 5 kwietnia 2018 r. występował pod nazwą Espadon Szczecin.

## Hale sportowe
| Klub                         | Hala sportowa                               | Liczba miejsc siedzących |
| ---------------------------- | ------------------------------------------- | ------------------------ |
| Aluron Virtu Warta Zawiercie | Hala OSiR II                                | 1250                     |
| Asseco Resovia Rzeszów       | Hala Podpromie                              | 4300                     |
| BBTS Bielsko-Biała           | Hala widowiskowo-sportowa                   | 4500                     |
| Cerrad Czarni Radom          | Hala sportowa MOSiR                         | 1500                     |
| Dafi Społem Kielce           | Hala Legionów                               | 4200                     |
| Stocznia Szczecin            | Arena Szczecin                              | 5027                     |
| GKS Katowice                 | Ośrodek Sportowy „Szopienice” Spodek        | 1 300 11 036             |
| Indykpol AZS Olsztyn         | Hala Urania                                 | 1900                     |
| Jastrzębski Węgiel           | Hala widowiskowo-sportowa                   | 3007                     |
| Łuczniczka Bydgoszcz         | Hala Łuczniczka                             | 6082                     |
| MKS Będzin                   | Hala widowiskowo-sportowa MOSiR (Sosnowiec) | 2000                     |
| Cuprum Lubin                 | Hala widowiskowo-sportowa                   | 3700                     |
| Onico Warszawa               | Hala Torwar                                 | 4800                     |
| PGE Skra Bełchatów           | Hala Energia                                | 2700                     |
| Trefl Gdańsk                 | Ergo Arena                                  | 11 100                   |
| ZAKSA Kędzierzyn-Koźle       | Hala Azoty                                  | 6000                     |

## Rozgrywki

### Faza zasadnicza

#### Tabela wyników
| Gospodarz \ Gość1            | KED | BEŁ | JAS | RZE | OLS | LUB | RAD | GDA | WAR | KAT | BĘD | SZC | KIE | BIE | BYD | ZAW |
| ---------------------------- | --- | --- | --- | --- | --- | --- | --- | --- | --- | --- | --- | --- | --- | --- | --- | --- |
| ZAKSA Kędzierzyn-Koźle       | -   | 3:1 | 3:0 | 1:3 | 3:2 | 3:0 | 3:0 | 2:3 | 3:1 | 1:3 | 3:1 | 3:0 | 3:0 | 3:0 | 3:1 | 3:1 |
| PGE Skra Bełchatów           | 3:0 | -   | 2:3 | 3:0 | 3:2 | 3:0 | 3:2 | 3:0 | 3:0 | 3:0 | 3:0 | 3:1 | 3:0 | 3:0 | 3:0 | 3:0 |
| Jastrzębski Węgiel           | 1:3 | 3:1 | -   | 2:3 | 3:0 | 3:0 | 3:1 | 2:3 | 3:1 | 3:1 | 3:0 | 2:3 | 3:0 | 3:0 | 3:0 | 3:0 |
| Asseco Resovia Rzeszów       | 1:3 | 2:3 | 3:0 | -   | 3:0 | 3:0 | 3:1 | 0:3 | 0:3 | 3:0 | 3:0 | 3:0 | 3:0 | 3:0 | 3:0 | 2:3 |
| Indykpol AZS Olsztyn         | 0:3 | 3:2 | 3:0 | 3:1 | -   | 3:0 | 3:0 | 2:3 | 3:1 | 3:2 | 3:0 | 3:1 | 3:0 | 3:1 | 3:2 | 3:2 |
| Cuprum Lubin                 | 1:3 | 0:3 | 3:0 | 2:3 | 1:3 | -   | 2:3 | 2:3 | 0:3 | 3:1 | 3:0 | 3:1 | 3:0 | 3:0 | 2:3 | 3:2 |
| Czarni Radom                 | 1:3 | 2:3 | 0:3 | 3:0 | 3:0 | 3:1 | -   | 1:3 | 2:3 | 1:3 | 3:0 | 1:3 | 3:0 | 3:0 | 3:1 | 3:0 |
| Trefl Gdańsk                 | 0:3 | 1:3 | 3:2 | 3:0 | 3:2 | 3:0 | 3:0 | -   | 3:2 | 0:3 | 3:0 | 1:3 | 3:0 | 3:0 | 3:0 | 3:1 |
| Onico Warszawa               | 3:2 | 1:3 | 3:0 | 3:0 | 3:1 | 1:3 | 3:1 | 3:0 | -   | 3:1 | 3:1 | 0:3 | 3:2 | 3:0 | 3:2 | 3:2 |
| GKS Katowice                 | 0:3 | 0:3 | 2:3 | 0:3 | 2:3 | 1:3 | 3:1 | 0:3 | 1:3 | -   | 3:0 | 3:1 | 3:0 | 3:2 | 1:3 | 0:3 |
| MKS Będzin                   | 1:3 | 0:3 | 3:2 | 1:3 | 3:1 | 1:3 | 1:3 | 0:3 | 3:2 | 2:3 | -   | 3:2 | 3:0 | 3:1 | 3:1 | 2:3 |
| Stocznia Szczecin            | 2:3 | 0:3 | 3:2 | 0:3 | 0:3 | 2:3 | 2:3 | 0:3 | 1:3 | 2:3 | 1:3 | -   | 3:0 | 2:3 | 3:2 | 3:2 |
| Dafi Społem Kielce           | 1:3 | 2:3 | 0:3 | 3:1 | 0:3 | 2:3 | 3:2 | 0:3 | 0:3 | 0:3 | 3:1 | 0:3 | -   | 2:3 | 3:1 | 1:3 |
| BBTS Bielsko-Biała           | 0:3 | 1:3 | 2:3 | 1:3 | 1:3 | 1:3 | 1:3 | 1:3 | 3:1 | 1:3 | 1:3 | 3:2 | 3:1 | -   | 3:0 | 2:3 |
| Łuczniczka Bydgoszcz         | 0:3 | 0:3 | 1:3 | 1:3 | 0:3 | 0:3 | 0:3 | 0:3 | 0:3 | 3:1 | 0:3 | 3:2 | 3:0 | 3:2 | -   | 3:0 |
| Aluron Virtu Warta Zawiercie | 1:3 | 3:0 | 0:3 | 0:3 | 3:2 | 2:3 | 2:3 | 0:3 | 2:3 | 3:0 | 3:1 | 1:3 | 3:1 | 3:1 | 3:0 | -   |

Źródło: plusliga.pl (pol.)
1 Drużyna gospodarzy jest wymieniona po lewej stronie tabeli.
Kolory:
  zwycięstwo gospodarzy 3:0 lub 3:1
  zwycięstwo gospodarzy 3:2
  zwycięstwo gości 3:0 lub 3:1
  zwycięstwo gości 3:2

#### Terminarz i wyniki
| Data        | Godz. | Gospodarz                    | Rezultat                                | Gość                         | Widzów | MVP                        |
| ----------- | ----- | ---------------------------- | --------------------------------------- | ---------------------------- | ------ | -------------------------- |
| 1. KOLEJKA  |       |                              |                                         |                              |        |                            |
| 29.09.2017  | 18:00 | Cuprum Lubin                 | 3:0 (25:19, 27:25, 25:12)               | MKS Będzin                   | 1556   | Michal Masný               |
| 30.09.2017  | 14:45 | Indykpol AZS Olsztyn         | 3:1 (25:22, 25:18, 20:25, 25:20)        | Espadon Szczecin             | 1800   | Jan Hadrava                |
| 30.09.2017  | 17:00 | Asseco Resovia Rzeszów       | 3:0 (25:20, 25:16, 25:22)               | Dafi Społem Kielce           | 3642   | Aleksander Śliwka          |
| 30.09.2017  | 17:00 | Czarni Radom                 | 1:3 (15:25, 16:25, 25:19, 23:25)        | GKS Katowice                 | 1300   | Marcin Komenda             |
| 01.10.2017  | 15:00 | Łuczniczka Bydgoszcz         | 0:3 (22:25, 18:25, 18:25)               | Onico Warszawa               | 2120   | Wojciech Włodarczyk        |
| 01.10.2017  | 20:00 | Aluron Virtu Warta Zawiercie | 1:3 (23:25, 25:18, 24:26, 15:25)        | ZAKSA Kędzierzyn-Koźle       | 1500   | Benjamin Toniutti          |
| 25.10.2017  | 18:00 | Jastrzębski Węgiel           | 3:0 (25:16, 25:21, 25:18)               | BBTS Bielsko-Biała           | 1617   | Jason De Rocco             |
| 22.11.2017  | 18:00 | PGE Skra Bełchatów           | 3:0 (25:23, 25:18, 25:20)               | Trefl Gdańsk                 | 2165   | Milad Ebadipur             |
| 2. KOLEJKA  |       |                              |                                         |                              |        |                            |
| 04.10.2017  | 18:00 | Dafi Społem Kielce           | 0:3 (10:25, 19:25, 18:25)               | Indykpol AZS Olsztyn         | 1100   | Paweł Woicki               |
| 04.10.2017  | 18:00 | Espadon Szczecin             | 2:3 (22:25, 25:17, 23:25, 31:29, 13:15) | Cuprum Lubin                 | 620    | Łukasz Kaczmarek           |
| 04.10.2017  | 18:30 | BBTS Bielsko-Biała           | 1:3 (23:25, 25:16, 25:27, 18:25)        | Asseco Resovia Rzeszów       | 1000   | Jakub Jarosz               |
| 04.10.2017  | 18:30 | Trefl Gdańsk                 | 3:2 (25:20, 17:25, 25:18, 23:25, 15:9)  | Onico Warszawa               | 2700   | Piotr Nowakowski           |
| 04.10.2017  | 19:00 | MKS Będzin                   | 1:3 (20:25, 21:25, 26:24, 18:25)        | Czarni Radom                 | 1150   | Dmytro Teriomenko          |
| 04.10.2017  | 20:30 | GKS Katowice                 | 1:3 (22:25, 23:25, 25:23, 27:29)        | Łuczniczka Bydgoszcz         | 1850   | Paweł Gryc                 |
| 11.10.2017  | 20:30 | ZAKSA Kędzierzyn-Koźle       | 3:0 (25:17, 25:18, 33:31)               | Jastrzębski Węgiel           | 2950   | Sam Deroo                  |
| 15.11.2017  | 20:30 | PGE Skra Bełchatów           | 3:0 (25:23, 29:27, 25:21)               | Aluron Virtu Warta Zawiercie | 1941   | Milad Ebadipur             |
| 3. KOLEJKA  |       |                              |                                         |                              |        |                            |
| 07.10.2017  | 13:00 | Asseco Resovia Rzeszów       | 1:3 (35:33, 18:25, 23:25, 24:26)        | ZAKSA Kędzierzyn-Koźle       | 4286   | Sam Deroo                  |
| 07.10.2017  | 17:00 | Cuprum Lubin                 | 3:0 (25:23, 25:12, 25:21)               | Dafi Społem Kielce           | 1564   | Robert Täht                |
| 07.10.2017  | 17:00 | Łuczniczka Bydgoszcz         | 0:3 (21:25, 22:25, 19:25)               | MKS Będzin                   | 1425   | Marcin Waliński            |
| 07.10.2017  | 17:00 | Indykpol AZS Olsztyn         | 3:1 (23:25, 25:13, 25:11, 25:23)        | BBTS Bielsko-Biała           | 1800   | Jakub Kochanowski          |
| 08.10.2017  | 12:30 | Jastrzębski Węgiel           | 3:1 (25:21, 23:25, 27:25, 25:20)        | PGE Skra Bełchatów           | 3015   | Salvador Hidalgo Oliva     |
| 08.10.2017  | 17:00 | Aluron Virtu Warta Zawiercie | 0:3 (12:25, 19:25, 24:26)               | Trefl Gdańsk                 | 1500   | Mateusz Mika               |
| 08.10.2017  | 17:00 | Czarni Radom                 | 1:3 (26:28, 16:25, 25:21, 26:28)        | Espadon Szczecin             | 1200   | Eemi Tervaportti           |
| 09.10.2017  | 18:00 | Onico Warszawa               | 3:1 (10:25, 25:20, 25:17, 25:21)        | GKS Katowice                 | 1600   | Bartosz Kwolek             |
| 4. KOLEJKA  |       |                              |                                         |                              |        |                            |
| 11.10.2017  | 18:00 | BBTS Bielsko-Biała           | 1:3 (17:25, 22:25, 25:23, 20:25)        | Cuprum Lubin                 | 850    | Łukasz Kaczmarek           |
| 12.10.2017  | 18:00 | Espadon Szczecin             | 3:2 (14:25, 25:19, 20:25, 25:20, 15:11) | Łuczniczka Bydgoszcz         | 600    | Bartłomiej Kluth           |
| 12.10.2017  | 19:00 | MKS Będzin                   | 3:2 (21:25, 29:27, 23:25, 25:17, 15:11) | Onico Warszawa               | 1300   | Marcin Waliński            |
| 13.10.2017  | 18:00 | Dafi Społem Kielce           | 3:2 (25:21, 18:25, 25:23, 27:29, 15:11) | Czarni Radom                 | 1760   | Jakub Wachnik              |
| 14.10.2017  | 14:45 | PGE Skra Bełchatów           | 3:0 (25:17, 25:17, 25:23)               | Asseco Resovia Rzeszów       | 2234   | Srećko Lisinac             |
| 14.10.2017  | 15:00 | Trefl Gdańsk                 | 0:3 (20:25, 23:25, 22:25)               | GKS Katowice                 | 2300   | Marcin Komenda             |
| 15.10.2017  | 14:45 | Aluron Virtu Warta Zawiercie | 0:3 (14:25, 21:25, 23:25)               | Jastrzębski Węgiel           | 1500   | Lukas Kampa                |
| 14.11.2017  | 18:30 | ZAKSA Kędzierzyn-Koźle       | 3:2 (21:25, 25:19, 20:25, 25:17, 15:9)  | Indykpol AZS Olsztyn         | 1758   | Sam Deroo                  |
| 5. KOLEJKA  |       |                              |                                         |                              |        |                            |
| 17.10.2017  | 19:00 | Onico Warszawa               | 0:3 (24:26, 17:25, 23:25)               | Espadon Szczecin             | 1100   | Marcin Wika                |
| 18.10.2017  | 17:00 | GKS Katowice                 | 3:0 (25:21, 25:23, 26:24)               | MKS Będzin                   | 450    | Bartosz Mariański          |
| 18.10.2017  | 18:00 | Czarni Radom                 | 3:0 (25:16, 25:23, 25:17)               | BBTS Bielsko-Biała           | 1200   | Michał Filip               |
| 18.10.2017  | 18:00 | Łuczniczka Bydgoszcz         | 3:0 (26:24, 25:21, 25:19)               | Dafi Społem Kielce           | 1532   | Bartosz Filipiak           |
| 18.10.2017  | 18:00 | Jastrzębski Węgiel           | 2:3 (20:25, 25:23, 22:25, 29:27, 10:15) | Trefl Gdańsk                 | 2116   | Artur Szalpuk              |
| 18.10.2017  | 18:00 | Indykpol AZS Olsztyn         | 3:2 (18:25, 25:21, 25:23, 28:30, 15:12) | PGE Skra Bełchatów           | 2390   | Jan Hadrava                |
| 18.10.2017  | 20:30 | Cuprum Lubin                 | 1:3 (24:26, 25:18, 24:26, 20:25)        | ZAKSA Kędzierzyn-Koźle       | 2100   | Mateusz Bieniek            |
| 22.11.2017  | 20:30 | Asseco Resovia Rzeszów       | 2:3 (21:25, 25:16, 25:23, 20:25, 11:15) | Aluron Virtu Warta Zawiercie | 3543   | Grzegorz Bociek            |
| 6. KOLEJKA  |       |                              |                                         |                              |        |                            |
| 20.10.2017  | 18:00 | PGE Skra Bełchatów           | 3:0 (25:22, 25:22, 26:24)               | Cuprum Lubin                 | 1938   | Mariusz Wlazły             |
| 21.10.2017  | 14:45 | Jastrzębski Węgiel           | 2:3 (23:25, 18:25, 25:21, 25:19, 8:15)  | Asseco Resovia Rzeszów       | 2997   | Jakub Jarosz               |
| 21.10.2017  | 17:00 | ZAKSA Kędzierzyn-Koźle       | 3:0 (25:17, 25:20, 30:28)               | Czarni Radom                 | 2850   | Paweł Zatorski             |
| 21.10.2017  | 17:00 | Dafi Społem Kielce           | 0:3 (21:25, 21:25, 23:25)               | Onico Warszawa               | 1764   | Sebastian Warda            |
| 21.10.2017  | 17:00 | Aluron Virtu Warta Zawiercie | 3:2 (21:25, 23:25, 25:18, 26:24, 16:14) | Indykpol AZS Olsztyn         | 1500   | Grzegorz Pająk             |
| 22.10.2017  | 14:45 | Espadon Szczecin             | 2:3 (20:25, 21:25, 25:23, 25:17, 12:15) | GKS Katowice                 | 940    | Karol Butryn               |
| 23.10.2017  | 18:30 | Trefl Gdańsk                 | 3:0 (25:23, 25:18, 25:21)               | MKS Będzin                   | 2100   | Mateusz Mika               |
| 21.11.2017  | 18:30 | BBTS Bielsko-Biała           | 3:0 (25:18, 25:21, 25:15)               | Łuczniczka Bydgoszcz         | 500    | Jakub Bucki                |
| 7. KOLEJKA  |       |                              |                                         |                              |        |                            |
| 27.10.2017  | 18:00 | Czarni Radom                 | 2:3 (25:21, 25:18, 20:25, 21:25, 12:15) | PGE Skra Bełchatów           | 1500   | Mariusz Wlazły             |
| 28.10.2017  | 14:45 | Łuczniczka Bydgoszcz         | 0:3 (21:25, 18:25, 18:25)               | ZAKSA Kędzierzyn-Koźle       | 2948   | Sam Deroo                  |
| 28.10.2017  | 17:00 | GKS Katowice                 | 3:0 (25:21, 25:12, 25:15)               | Dafi Społem Kielce           | 650    | Karol Butryn               |
| 28.10.2017  | 17:00 | Asseco Resovia Rzeszów       | 0:3 (20:25, 21:25, 21:25)               | Trefl Gdańsk                 | 4286   | Damian Schulz              |
| 28.10.2017  | 17:00 | Onico Warszawa               | 3:0 (25:17, 25:17, 25:23)               | BBTS Bielsko-Biała           | 1600   | Antoine Brizard            |
| 28.10.2017  | 17:00 | Cuprum Lubin                 | 3:2 (25:18, 21:25, 20:25, 25:18, 15:12) | Aluron Virtu Warta Zawiercie | 1365   | Michal Masný               |
| 28.10.2017  | 19:00 | MKS Będzin                   | 3:2 (15:25, 28:26, 22:25, 25:23, 15:12) | Espadon Szczecin             | 1150   | Marcin Waliński            |
| 29.10.2017  | 14:45 | Indykpol AZS Olsztyn         | 3:0 (25:18, 25:23, 31:29)               | Jastrzębski Węgiel           | 2400   | Jan Hadrava                |
| 8. KOLEJKA  |       |                              |                                         |                              |        |                            |
| 03.11.2017  | 18:00 | Jastrzębski Węgiel           | 3:0 (25:17, 25:17, 25:18)               | Cuprum Lubin                 | 2122   | Maciej Muzaj               |
| 03.11.2017  | 18:00 | Trefl Gdańsk                 | 1:3 (21:25, 25:22, 18:25, 25:27)        | Espadon Szczecin             | 2700   | Bartłomiej Kluth           |
| 04.11.2017  | 14:45 | Asseco Resovia Rzeszów       | 3:0 (25:23, 25:20, 26:24)               | Indykpol AZS Olsztyn         | 4087   | Michał Kędzierski          |
| 04.11.2017  | 15:00 | PGE Skra Bełchatów           | 3:0 (25:22, 25:16, 25:22)               | Łuczniczka Bydgoszcz         | 2326   | Patryk Czarnowski          |
| 04.11.2017  | 17:00 | Dafi Społem Kielce           | 3:1 (25:18, 25:23, 19:25, 25:22)        | MKS Będzin                   | 1823   | Jakub Szymański            |
| 04.11.2017  | 17:00 | ZAKSA Kędzierzyn-Koźle       | 3:1 (25:17, 25:22, 25:27, 26:24)        | Onico Warszawa               | 2500   | Maurice Torres             |
| 04.11.2017  | 17:00 | BBTS Bielsko-Biała           | 1:3 (24:26, 28:30, 25:22, 23:25)        | GKS Katowice                 | 700    | Gonzalo Quiroga            |
| 06.11.2017  | 18:00 | Aluron Virtu Warta Zawiercie | 2:3 (21:25, 21:25, 25:19, 25:19, 14:16) | Czarni Radom                 | 1500   | Michał Filip               |
| 9. KOLEJKA  |       |                              |                                         |                              |        |                            |
| 09.11.2017  | 18:00 | PGE Skra Bełchatów           | 3:0 (26:24, 25:22, 28:26)               | Onico Warszawa               | 2217   | Srećko Lisinac             |
| 10.11.2017  | 18:00 | Indykpol AZS Olsztyn         | 2:3 (20:25, 25:23, 25:16, 19:25, 13:15) | Trefl Gdańsk                 | 2200   | Piotr Nowakowski           |
| 10.11.2017  | 18:00 | Cuprum Lubin                 | 2:3 (25:12, 25:20, 23:25, 15:25, 10:15) | Asseco Resovia Rzeszów       | 2846   | Jakub Jarosz               |
| 11.11.2017  | 14:45 | MKS Będzin                   | 3:1 (37:35, 25:19, 21:25, 25:17)        | BBTS Bielsko-Biała           | 1140   | Bartłomiej Grzechnik       |
| 12.11.2017  | 14:45 | Łuczniczka Bydgoszcz         | 3:0 (25:23, 25:19, 25:18)               | Aluron Virtu Warta Zawiercie | 1860   | Bartosz Filipiak           |
| 13.11.2017  | 19:00 | Espadon Szczecin             | 3:0 (25:21, 25:16, 25:18)               | Dafi Społem Kielce           | 604    | Marcin Wika                |
| 21.11.2017  | 19:45 | GKS Katowice                 | 0:3 (14:25, 16:25, 13:25)               | ZAKSA Kędzierzyn-Koźle       | 4200   | Benjamin Toniutti          |
| 29.11.2017  | 18:00 | Czarni Radom                 | 0:3 (21:25, 22:25, 14:25)               | Jastrzębski Węgiel           | 1500   | Maciej Muzaj               |
| 10. KOLEJKA |       |                              |                                         |                              |        |                            |
| 17.11.2017  | 18:00 | BBTS Bielsko-Biała           | 3:2 (18:25, 25:20, 20:25, 25:21, 15:12) | Espadon Szczecin             | 500    | Piotr Łukasik              |
| 18.11.2017  | 14:45 | Asseco Resovia Rzeszów       | 3:1 (25:21, 25:16, 19:25, 25:23)        | Czarni Radom                 | 4138   | Bartłomiej Lemański        |
| 18.11.2017  | 15:00 | Jastrzębski Węgiel           | 3:0 (25:19, 25:23, 25:19)               | Łuczniczka Bydgoszcz         | 2007   | Salvador Hidalgo Oliva     |
| 18.11.2017  | 15:00 | PGE Skra Bełchatów           | 3:0 (25:22, 25:22, 25:22)               | GKS Katowice                 | 2331   | Patryk Czarnowski          |
| 18.11.2017  | 17:00 | ZAKSA Kędzierzyn-Koźle       | 3:1 (25:13, 22:25, 25:13, 25:21)        | MKS Będzin                   | 1700   | Kamil Semeniuk             |
| 18.11.2017  | 17:00 | Aluron Virtu Warta Zawiercie | 2:3 (25:23, 18:25, 23:25, 25:16, 12:15) | Onico Warszawa               | 1500   | Nikola Ǵorǵiev             |
| 19.11.2017  | 14:45 | Indykpol AZS Olsztyn         | 3:0 (27:25, 25:22, 25:15)               | Cuprum Lubin                 | 1800   | Jakub Kochanowski          |
| 19.11.2017  | 15:00 | Dafi Społem Kielce           | 0:3 (23:25, 33:35, 11:25)               | Trefl Gdańsk                 | 1360   | Damian Schulz              |
| 11. KOLEJKA |       |                              |                                         |                              |        |                            |
| 24.11.2017  | 18:00 | Espadon Szczecin             | 2:3 (21:25, 27:25, 25:21, 14:25, 9:15)  | ZAKSA Kędzierzyn-Koźle       | 3500   | Sam Deroo                  |
| 24.11.2017  | 18:00 | Dafi Społem Kielce           | 2:3 (17:25, 25:23, 25:22, 27:29, 10:15) | BBTS Bielsko-Biała           | 967    | Bartosz Janeczek           |
| 25.11.2017  | 14:45 | Czarni Radom                 | 3:0 (25:17, 25:20, 27:25)               | Indykpol AZS Olsztyn         | 1500   | Michał Filip               |
| 25.11.2017  | 17:00 | Łuczniczka Bydgoszcz         | 1:3 (23:25, 21:25, 25:22, 17:25)        | Asseco Resovia Rzeszów       | 2500   | Bartłomiej Lemański        |
| 25.11.2017  | 18:00 | MKS Będzin                   | 0:3 (17:25, 14:25, 21:25)               | PGE Skra Bełchatów           | 1400   | Bartosz Bednorz            |
| 25.11.2017  | 18:30 | GKS Katowice                 | 0:3 (10:25, 23:25, 21:25)               | Aluron Virtu Warta Zawiercie | 800    | Taichirō Koga              |
| 26.11.2017  | 14:45 | Onico Warszawa               | 3:0 (25:16, 27:25, 28:26)               | Jastrzębski Węgiel           | 3500   | Bartosz Kwolek             |
| 26.11.2017  | 20:00 | Cuprum Lubin                 | 2:3 (40:38, 25:19, 18:25, 18:25, 14:16) | Trefl Gdańsk                 | 1572   | Damian Schulz              |
| 12. KOLEJKA |       |                              |                                         |                              |        |                            |
| 01.12.2017  | 18:00 | Asseco Resovia Rzeszów       | 0:3 (23:25, 23:25, 17:25)               | Onico Warszawa               | 4023   | Antoine Brizard            |
| 02.12.2017  | 14:45 | Trefl Gdańsk                 | 3:0 (25:16, 25:17, 27:25)               | BBTS Bielsko-Biała           | 2500   | Damian Schulz              |
| 02.12.2017  | 14:45 | Jastrzębski Węgiel           | 3:1 (19:25, 25:20, 25:19, 25:22)        | GKS Katowice                 | 1612   | Salvador Hidalgo Oliva     |
| 02.12.2017  | 15:00 | PGE Skra Bełchatów           | 3:1 (25:16, 25:22, 23:25, 25:21)        | Espadon Szczecin             | 2279   | Kacper Piechocki           |
| 02.12.2017  | 17:00 | ZAKSA Kędzierzyn-Koźle       | 3:0 (25:14, 25:14, 25:18)               | Dafi Społem Kielce           | 1514   | Benjamin Toniutti          |
| 02.12.2017  | 17:00 | Aluron Virtu Warta Zawiercie | 3:1 (22:25, 25:23, 25:19, 25:17)        | MKS Będzin                   | 1500   | Łukasz Swodczyk            |
| 03.12.2017  | 20:00 | Cuprum Lubin                 | 2:3 (19:25, 25:21, 26:24, 16:25, 10:15) | Czarni Radom                 | 900    | Kamil Droszyński           |
| 04.12.2017  | 18:00 | Indykpol AZS Olsztyn         | 3:2 (25:15, 23:25, 24:26, 25:19, 15:12) | Łuczniczka Bydgoszcz         | 1600   | Paweł Woicki               |
| 13. KOLEJKA |       |                              |                                         |                              |        |                            |
| 08.11.2017  | 18:30 | ZAKSA Kędzierzyn-Koźle       | 3:0 (25:10, 25:15, 25:18)               | BBTS Bielsko-Biała           | 1069   | Rafał Szymura              |
| 08.12.2017  | 18:00 | Łuczniczka Bydgoszcz         | 0:3 (15:25, 17:25, 23:25)               | Cuprum Lubin                 | 1060   | Michal Masný               |
| 09.12.2017  | 18:00 | PGE Skra Bełchatów           | 3:0 (25:15, 27:25, 25:19)               | Dafi Społem Kielce           | 1232   | Patryk Czarnowski          |
| 10.12.2017  | 14:45 | Czarni Radom                 | 1:3 (18:25, 22:25, 25:16, 23:25)        | Trefl Gdańsk                 | 1500   | Tyler Sanders              |
| 10.12.2017  | 17:00 | Espadon Szczecin             | 3:2 (21:25, 25:23, 23:25, 25:18, 15:12) | Aluron Virtu Warta Zawiercie | 1100   | Bartłomiej Kluth           |
| 10.12.2017  | 20:00 | MKS Będzin                   | 3:2 (22:25, 20:25, 25:19, 25:23, 15:13) | Jastrzębski Węgiel           | 1325   | Rafael Rodrigues de Araújo |
| 12.12.2017  | 19:00 | Onico Warszawa               | 3:1 (25:22, 25:22, 20:25, 25:22)        | Indykpol AZS Olsztyn         | 2100   | Bartosz Kwolek             |
| 13.12.2017  | 18:00 | GKS Katowice                 | 0:3 (20:25, 25:27, 16:25)               | Asseco Resovia Rzeszów       | 2500   | Thibault Rossard           |
| 14. KOLEJKA |       |                              |                                         |                              |        |                            |
| 20.12.2017  | 18:00 | Cuprum Lubin                 | 0:3 (19:25, 23:25, 28:30)               | Onico Warszawa               | 1542   | Nikola Ǵorǵiev             |
| 22.12.2017  | 18:00 | PGE Skra Bełchatów           | 3:0 (25:20, 26:24, 25:21)               | BBTS Bielsko-Biała           | 1797   | Srećko Lisinac             |
| 22.12.2017  | 18:00 | Czarni Radom                 | 3:1 (23:25, 25:15, 25:16, 25:14)        | Łuczniczka Bydgoszcz         | 1500   | Jakub Ziobrowski           |
| 22.12.2017  | 18:00 | Indykpol AZS Olsztyn         | 3:2 (25:20, 19:25, 25:20, 23:25, 17:15) | GKS Katowice                 | 1800   | Jan Hadrava                |
| 23.12.2017  | 14:45 | Trefl Gdańsk                 | 0:3 (20:25, 20:25, 23:25)               | ZAKSA Kędzierzyn-Koźle       | 3200   | Benjamin Toniutti          |
| 23.12.2017  | 15:00 | Jastrzębski Węgiel           | 2:3 (18:25, 25:20, 25:22, 21:25, 11:15) | Espadon Szczecin             | 1541   | Bartłomiej Kluth           |
| 23.12.2017  | 17:00 | Asseco Resovia Rzeszów       | 3:0 (25:16, 25:21, 25:20)               | MKS Będzin                   | 3326   | Jakub Jarosz               |
| 23.12.2017  | 17:00 | Aluron Virtu Warta Zawiercie | 3:1 (15:25, 28:26, 25:19, 25:18)        | Dafi Społem Kielce           | 1500   | Grzegorz Pająk             |
| 15. KOLEJKA |       |                              |                                         |                              |        |                            |
| 13.12.2017  | 18:00 | Łuczniczka Bydgoszcz         | 0:3 (11:25, 20:25, 19:25)               | Trefl Gdańsk                 | 1127   | Tyler Sanders              |
| 17.12.2017  | 15:00 | GKS Katowice                 | 1:3 (25:18, 17:25, 21:25, 21:25)        | Cuprum Lubin                 | 430    | Keith Pupart               |
| 18.12.2017  | 18:00 | BBTS Bielsko-Biała           | 2:3 (26:24, 27:29, 22:25, 25:21, 12:15) | Aluron Virtu Warta Zawiercie | 850    | Grzegorz Bociek            |
| 29.12.2017  | 18:00 | Espadon Szczecin             | 0:3 (28:30, 20:25, 20:25)               | Asseco Resovia Rzeszów       | 3580   | Aleksander Śliwka          |
| 30.12.2017  | 14:45 | ZAKSA Kędzierzyn-Koźle       | 3:1 (25:20, 25:21, 20:25, 25:20)        | PGE Skra Bełchatów           | 3000   | Paweł Zatorski             |
| 30.12.2017  | 17:00 | Dafi Społem Kielce           | 0:3 (17:25, 22:25, 19:25)               | Jastrzębski Węgiel           | 2457   | Salvador Hidalgo Oliva     |
| 30.12.2017  | 18:00 | MKS Będzin                   | 3:1 (25:20, 21:25, 25:22, 26:24)        | Indykpol AZS Olsztyn         | 1360   | Marcin Waliński            |
| 30.12.2017  | 18:00 | Onico Warszawa               | 3:1 (25:15, 31:29, 26:28, 25:22)        | Czarni Radom                 | 2800   | Wojciech Włodarczyk        |
| 16. KOLEJKA |       |                              |                                         |                              |        |                            |
| 05.01.2018  | 18:00 | Trefl Gdańsk                 | 1:3 (28:26, 25:27, 21:25, 24:26)        | PGE Skra Bełchatów           | 5500   | Mariusz Wlazły             |
| 06.01.2018  | 14:45 | Dafi Społem Kielce           | 3:1 (30:28, 29:27, 20:25, 25:21)        | Asseco Resovia Rzeszów       | 3026   | Przemysław Stępień         |
| 06.01.2018  | 14:45 | Onico Warszawa               | 3:2 (25:17, 23:25, 25:15, 21:25, 15:12) | Łuczniczka Bydgoszcz         | 1200   | Andrzej Wrona              |
| 06.01.2018  | 17:00 | ZAKSA Kędzierzyn-Koźle       | 3:1 (22:25, 25:17, 25:23, 26:24)        | Aluron Virtu Warta Zawiercie | 2300   | Maurice Torres             |
| 06.01.2018  | 17:00 | GKS Katowice                 | 3:1 (25:21, 25:21, 21:25, 25:19)        | Czarni Radom                 | 600    | Maciej Fijałek             |
| 06.01.2018  | 17:00 | BBTS Bielsko-Biała           | 2:3 (25:19, 19:25, 25:21, 23:25, 8:15)  | Jastrzębski Węgiel           | 800    | Lukas Kampa                |
| 06.01.2018  | 18:00 | MKS Będzin                   | 1:3 (25:20, 23:25, 11:25, 19:25)        | Cuprum Lubin                 | 1316   | Dawid Gunia                |
| 07.01.2018  | 20:00 | Espadon Szczecin             | 0:3 (14:25, 23:25, 18:25)               | Indykpol AZS Olsztyn         | 1500   | Paweł Woicki               |
| 17. KOLEJKA |       |                              |                                         |                              |        |                            |
| 12.01.2018  | 18:00 | Czarni Radom                 | 3:0 (25:20, 25:22, 25:21)               | MKS Będzin                   | 1300   | Wojciech Żaliński          |
| 12.01.2018  | 18:00 | Cuprum Lubin                 | 3:1 (25:23, 25:18, 27:29, 25:17)        | Espadon Szczecin             | 1515   | Łukasz Kaczmarek           |
| 13.01.2018  | 14:45 | Jastrzębski Węgiel           | 1:3 (27:25, 17:25, 20:25, 21:25)        | ZAKSA Kędzierzyn-Koźle       | 3052   | Maurice Torres             |
| 13.01.2018  | 16:00 | Łuczniczka Bydgoszcz         | 3:1 (25:23, 20:25, 25:13, 25:22)        | GKS Katowice                 | 1270   | Bartosz Filipiak           |
| 13.01.2018  | 17:00 | Asseco Resovia Rzeszów       | 3:0 (25:22, 25:18, 25:21)               | BBTS Bielsko-Biała           | 3118   | Aleksander Śliwka          |
| 13.01.2018  | 20:00 | Onico Warszawa               | 3:0 (25:16, 25:18, 25:18)               | Trefl Gdańsk                 | 2065   | Wojciech Włodarczyk        |
| 14.01.2018  | 14:45 | Aluron Virtu Warta Zawiercie | 3:0 (26:24, 25:21, 25:19)               | PGE Skra Bełchatów           | 1500   | Grzegorz Bociek            |
| 14.01.2018  | 15:00 | Indykpol AZS Olsztyn         | 3:0 (25:22, 25:20, 25:23)               | Dafi Społem Kielce           | 1800   | Paweł Woicki               |
| 18. KOLEJKA |       |                              |                                         |                              |        |                            |
| 18.01.2018  | 18:00 | Dafi Społem Kielce           | 2:3 (25:23, 20:25, 22:25, 25:19, 14:16) | Cuprum Lubin                 | 1316   | Łukasz Kaczmarek           |
| 19.01.2018  | 18:00 | GKS Katowice                 | 1:3 (25:17, 21:25, 21:25, 23:25)        | Onico Warszawa               | 750    | Antoine Brizard            |
| 19.01.2018  | 18:00 | Espadon Szczecin             | 2:3 (17:25, 15:25, 25:20, 27:25, 13:15) | Czarni Radom                 | 1080   | Kamil Kwasowski            |
| 20.01.2018  | 17:00 | BBTS Bielsko-Biała           | 1:3 (15:25, 22:25, 25:17, 15:25)        | Indykpol AZS Olsztyn         | 800    | Tomas Rousseaux            |
| 20.01.2018  | 18:00 | MKS Będzin                   | 3:1 (25:23, 16:25, 25:19, 25:23)        | Łuczniczka Bydgoszcz         | 1020   | Jakub Peszko               |
| 21.01.2018  | 14:45 | PGE Skra Bełchatów           | 2:3 (25:22, 16:25, 25:18, 21:25, 10:15) | Jastrzębski Węgiel           | 2463   | Maciej Muzaj               |
| 21.01.2018  | 20:00 | ZAKSA Kędzierzyn-Koźle       | 1:3 (25:21, 22:25, 25:27, 22:25)        | Asseco Resovia Rzeszów       | 2100   | Aleksander Śliwka          |
| 22.01.2018  | 18:00 | Trefl Gdańsk                 | 3:1 (20:25, 25:20, 25:22, 25:15)        | Aluron Virtu Warta Zawiercie | 2100   | Damian Schulz              |
| 19. KOLEJKA |       |                              |                                         |                              |        |                            |
| 02.02.2018  | 18:00 | GKS Katowice                 | 0:3 (29:31, 19:25, 21:25)               | Trefl Gdańsk                 | 835    | Damian Schulz              |
| 02.02.2018  | 18:00 | Łuczniczka Bydgoszcz         | 3:2 (25:20, 25:21, 18:25, 40:42, 20:18) | Espadon Szczecin             | 1630   | Bartosz Filipiak           |
| 03.02.2018  | 14:45 | Indykpol AZS Olsztyn         | 0:3 (17:25, 22:25, 15:25)               | ZAKSA Kędzierzyn-Koźle       | 2400   | Mateusz Bieniek            |
| 03.02.2018  | 15:00 | Jastrzębski Węgiel           | 3:0 (25:15, 30:28, 25:22)               | Aluron Virtu Warta Zawiercie | 1680   | Maciej Muzaj               |
| 03.02.2018  | 17:00 | Cuprum Lubin                 | 3:0 (25:22, 25:15, 25:18)               | BBTS Bielsko-Biała           | 1273   | Michal Masný               |
| 03.02.2018  | 20:00 | Onico Warszawa               | 3:1 (20:25, 25:17, 25:12, 25:22)        | MKS Będzin                   | 2130   | Jan Nowakowski             |
| 04.02.2018  | 14:45 | Asseco Resovia Rzeszów       | 2:3 (23:25, 25:15, 26:24, 24:26, 10:15) | PGE Skra Bełchatów           | 4304   | Mariusz Wlazły             |
| 04.02.2018  | 17:00 | Czarni Radom                 | 3:0 (25:18, 25:20, 28:26)               | Dafi Społem Kielce           | 1500   | Kamil Kwasowski            |
| 20. KOLEJKA |       |                              |                                         |                              |        |                            |
| 07.02.2018  | 19:00 | Espadon Szczecin             | 1:3 (27:25, 22:25, 16:25, 23:25)        | Onico Warszawa               | 1485   | Wojciech Włodarczyk        |
| 07.02.2018  | 20:30 | Trefl Gdańsk                 | 3:2 (20:25, 18:25, 28:26, 25:19, 15:13) | Jastrzębski Węgiel           | 3700   | Artur Szalpuk              |
| 09.02.2018  | 18:00 | PGE Skra Bełchatów           | 3:2 (18:25, 23:25, 25:22, 25:14, 18:16) | Indykpol AZS Olsztyn         | 2044   | Srećko Lisinac             |
| 10.02.2018  | 14:45 | Aluron Virtu Warta Zawiercie | 0:3 (21:25, 19:25, 23:25)               | Asseco Resovia Rzeszów       | 1500   | Aleksander Śliwka          |
| 10.02.2018  | 17:00 | Dafi Społem Kielce           | 3:1 (22:25, 25:23, 25:20, 25:22)        | Łuczniczka Bydgoszcz         | 900    | Jakub Wachnik              |
| 10.02.2018  | 17:00 | BBTS Bielsko-Biała           | 1:3 (22:25, 22:25, 26:24, 26:28)        | Czarni Radom                 | 500    | Kamil Kwasowski            |
| 10.02.2018  | 18:00 | ZAKSA Kędzierzyn-Koźle       | 3:0 (25:22, 25:23, 25:23)               | Cuprum Lubin                 | 1350   | Benjamin Toniutti          |
| 11.02.2018  | 14:45 | MKS Będzin                   | 2:3 (23:25, 25:14, 21:25, 25:21, 12:15) | GKS Katowice                 | 1500   | Karol Butryn               |
| 21. KOLEJKA |       |                              |                                         |                              |        |                            |
| 16.02.2018  | 18:00 | Łuczniczka Bydgoszcz         | 3:2 (22:25, 23:25, 25:19, 25:14, 15:9)  | BBTS Bielsko-Biała           | 1370   | Mateusz Sacharewicz        |
| 16.02.2018  | 18:00 | Onico Warszawa               | 3:2 (25:15, 23:25, 25:21, 15:25, 15:10) | Dafi Społem Kielce           | 1800   | Guillaume Samica           |
| 17.02.2018  | 14:45 | Cuprum Lubin                 | 0:3 (20:25, 15:25, 23:25)               | PGE Skra Bełchatów           | 2806   | Mariusz Wlazły             |
| 17.02.2018  | 17:00 | Czarni Radom                 | 1:3 (25:20, 21:25, 16:25, 18:25)        | ZAKSA Kędzierzyn-Koźle       | 1500   | Łukasz Wiśniewski          |
| 17.02.2018  | 17:00 | GKS Katowice                 | 3:1 (22:25, 25:14, 25:23, 25:18)        | Espadon Szczecin             | 500    | Marcin Komenda             |
| 17.02.2018  | 17:00 | Indykpol AZS Olsztyn         | 3:2 (29:27, 25:16, 19:25, 24:26, 29:27) | Aluron Virtu Warta Zawiercie | 2000   | Jan Hadrava                |
| 17.02.2018  | 18:00 | MKS Będzin                   | 0:3 (19:25, 20:25, 23:25)               | Trefl Gdańsk                 | 1395   | Artur Szalpuk              |
| 18.02.2018  | 14:45 | Asseco Resovia Rzeszów       | 3:0 (25:21, 25:20, 25:21)               | Jastrzębski Węgiel           | 4304   | Thibault Rossard           |
| 22. KOLEJKA |       |                              |                                         |                              |        |                            |
| 23.02.2018  | 18:00 | Trefl Gdańsk                 | 3:0 (25:20, 25:21, 25:20)               | Asseco Resovia Rzeszów       | 4450   | Mateusz Mika               |
| 24.02.2018  | 14:45 | Jastrzębski Węgiel           | 3:0 (36:34, 25:20, 26:24)               | Indykpol AZS Olsztyn         | 1698   | Maciej Muzaj               |
| 24.02.2018  | 17:00 | ZAKSA Kędzierzyn-Koźle       | 3:1 (22:25, 25:17, 25:17, 25:15)        | Łuczniczka Bydgoszcz         | 1542   | Maurice Torres             |
| 24.02.2018  | 17:00 | Espadon Szczecin             | 1:3 (25:22, 22:25, 17:25, 19:25)        | MKS Będzin                   | 1530   | Rafael Rodrigues de Araújo |
| 24.02.2018  | 17:00 | BBTS Bielsko-Biała           | 3:1 (25:23, 25:20, 22:25, 25:22)        | Onico Warszawa               | 500    | Oleg Krikun                |
| 24.02.2018  | 17:00 | Aluron Virtu Warta Zawiercie | 2:3 (25:14, 20:25, 17:25, 25:23, 10:15) | Cuprum Lubin                 | 1500   | Łukasz Kaczmarek           |
| 25.02.2018  | 14:45 | Dafi Społem Kielce           | 0:3 (18:25, 23:25, 23:25)               | GKS Katowice                 | 2174   | Marcin Komenda             |
| 25.02.2018  | 18:00 | PGE Skra Bełchatów           | 3:2 (25:23, 18:25, 18:25, 25:22, 15:12) | Czarni Radom                 | 2345   | Milad Ebadipur             |
| 23. KOLEJKA |       |                              |                                         |                              |        |                            |
| 20.02.2018  | 19:00 | Onico Warszawa               | 3:2 (25:21, 27:25, 20:25, 21:25, 15:11) | ZAKSA Kędzierzyn-Koźle       | 4230   | Nikola Ǵorǵiev             |
| 01.03.2018  | 19:00 | Espadon Szczecin             | 0:3 (20:25, 14:25, 21:25)               | Trefl Gdańsk                 | 1015   | Tyler Sanders              |
| 02.03.2018  | 18:00 | Czarni Radom                 | 3:0 (25:19, 25:21, 25:22)               | Aluron Virtu Warta Zawiercie | 1500   | Wojciech Żaliński          |
| 03.03.2018  | 14:45 | Indykpol AZS Olsztyn         | 3:1 (23:25, 25:23, 25:19, 25:13)        | Asseco Resovia Rzeszów       | 2100   | Adrian Buchowski           |
| 03.03.2018  | 15:00 | Łuczniczka Bydgoszcz         | 0:3 (20:25, 21:25, 17:25)               | PGE Skra Bełchatów           | 4150   | Karol Kłos                 |
| 03.03.2018  | 17:00 | GKS Katowice                 | 3:2 (19:25, 22:25, 25:22, 25:23, 15:12) | BBTS Bielsko-Biała           | 550    | Rafał Sobański             |
| 04.03.2018  | 14:45 | Cuprum Lubin                 | 3:0 (25:23, 25:23, 25:16)               | Jastrzębski Węgiel           | 2009   | Michal Masný               |
| 04.03.2018  | 20:00 | MKS Będzin                   | 3:0 (25:22, 25:19, 28:26)               | Dafi Społem Kielce           | 1210   | Marcin Waliński            |
| 24. KOLEJKA |       |                              |                                         |                              |        |                            |
| 07.03.2018  | 18:00 | Asseco Resovia Rzeszów       | 3:0 (25:22, 25:20, 25:19)               | Cuprum Lubin                 | 3892   | Jakub Jarosz               |
| 07.03.2018  | 18:00 | Aluron Virtu Warta Zawiercie | 3:0 (25:22, 25:20, 25:23)               | Łuczniczka Bydgoszcz         | 1500   | Grzegorz Pająk             |
| 07.03.2018  | 18:00 | Dafi Społem Kielce           | 0:3 (20:25, 27:29, 22:25)               | Espadon Szczecin             | 987    | Marcin Wika                |
| 07.03.2018  | 18:00 | Jastrzębski Węgiel           | 3:1 (25:20, 18:25, 25:16, 25:22)        | Czarni Radom                 | 1311   | Salvador Hidalgo Oliva     |
| 07.03.2018  | 18:00 | BBTS Bielsko-Biała           | 1:3 (18:25, 20:25, 25:20, 21:25)        | MKS Będzin                   | 500    | Marcin Waliński            |
| 07.03.2018  | 18:30 | ZAKSA Kędzierzyn-Koźle       | 1:3 (20:25, 19:25, 26:24, 23:25)        | GKS Katowice                 | 1100   | Marcin Komenda             |
| 07.03.2018  | 20:30 | Trefl Gdańsk                 | 3:2 (17:25, 21:25, 25:22, 25:17, 16:14) | Indykpol AZS Olsztyn         | 2700   | Michał Kozłowski           |
| 28.03.2018  | 20:30 | Onico Warszawa               | 1:3 (19:25, 21:25, 25:21, 16:25)        | PGE Skra Bełchatów           | 4530   | Mariusz Wlazły             |
| 25. KOLEJKA |       |                              |                                         |                              |        |                            |
| 09.03.2018  | 18:00 | GKS Katowice                 | 0:3 (20:25, 23:25, 18:25)               | PGE Skra Bełchatów           | 3100   | Grzegorz Łomacz            |
| 10.03.2018  | 15:00 | Łuczniczka Bydgoszcz         | 1:3 (13:25, 22:25, 25:20, 21:25)        | Jastrzębski Węgiel           | 1510   | Maciej Muzaj               |
| 10.03.2018  | 17:00 | Czarni Radom                 | 3:0 (25:18, 25:22, 25:20)               | Asseco Resovia Rzeszów       | 1500   | Tomasz Fornal              |
| 10.03.2018  | 18:00 | MKS Będzin                   | 1:3 (23:25, 26:24, 17:25, 24:26)        | ZAKSA Kędzierzyn-Koźle       | 1476   | Łukasz Wiśniewski          |
| 11.03.2018  | 15:00 | Trefl Gdańsk                 | 3:0 (25:18, 25:19, 25:21)               | Dafi Społem Kielce           | 2250   | Damian Schulz              |
| 11.03.2018  | 17:00 | Espadon Szczecin             | 2:3 (22:25, 25:20, 19:25, 25:20, 13:15) | BBTS Bielsko-Biała           | 785    | Wiaczesław Tarasow         |
| 11.03.2018  | 20:00 | Cuprum Lubin                 | 1:3 (25:23, 21:25, 20:25, 18:25)        | Indykpol AZS Olsztyn         | 1290   | Tomas Rousseaux            |
| 12.03.2018  | 18:00 | Onico Warszawa               | 3:2 (25:14, 23:25, 28:30, 25:23, 15:8)  | Aluron Virtu Warta Zawiercie | 2030   | Jan Nowakowski             |
| 26. KOLEJKA |       |                              |                                         |                              |        |                            |
| 16.03.2018  | 18:00 | Trefl Gdańsk                 | 3:0 (25:18, 27:25, 25:18)               | Cuprum Lubin                 | 9781   | Artur Szalpuk              |
| 17.03.2018  | 14:45 | Asseco Resovia Rzeszów       | 3:0 (25:22, 25:20, 26:24)               | Łuczniczka Bydgoszcz         | 2874   | Aleksander Śliwka          |
| 17.03.2018  | 14:45 | Jastrzębski Węgiel           | 3:1 (25:18, 25:21, 19:25, 25:23)        | Onico Warszawa               | 1769   | Jason De Rocco             |
| 17.03.2018  | 15:00 | PGE Skra Bełchatów           | 3:0 (25:20, 25:12, 25:20)               | MKS Będzin                   | 2122   | Karol Kłos                 |
| 17.03.2018  | 17:00 | ZAKSA Kędzierzyn-Koźle       | 3:0 (25:15, 25:10, 25:18)               | Espadon Szczecin             | 1300   | Krzysztof Rejno            |
| 17.03.2018  | 17:00 | BBTS Bielsko-Biała           | 3:1 (25:21, 25:20, 18:25, 25:19)        | Dafi Społem Kielce           | 500    | Piotr Łukasik              |
| 18.03.2018  | 14:45 | Indykpol AZS Olsztyn         | 3:0 (27:25, 25:22, 25:20)               | Czarni Radom                 | 2100   | Jan Hadrava                |
| 19.03.2018  | 18:00 | Aluron Virtu Warta Zawiercie | 3:0 (25:15, 25:21, 25:21)               | GKS Katowice                 | 1500   | Grzegorz Bociek            |
| 27. KOLEJKA |       |                              |                                         |                              |        |                            |
| 23.03.2018  | 18:00 | Czarni Radom                 | 3:1 (25:20, 25:20, 18:25, 25:19)        | Cuprum Lubin                 | 1400   | Tomasz Fornal              |
| 24.03.2018  | 14:45 | Łuczniczka Bydgoszcz         | 0:3 (19:25, 32:34, 17:25)               | Indykpol AZS Olsztyn         | 1570   | Jakub Kochanowski          |
| 25.03.2018  | 14:45 | GKS Katowice                 | 2:3 (20:25, 19:25, 25:22, 25:20, 7:15)  | Jastrzębski Węgiel           | 3200   | Maciej Muzaj               |
| 25.03.2018  | 17:00 | Dafi Społem Kielce           | 1:3 (15:25, 25:23, 15:25, 13:25)        | ZAKSA Kędzierzyn-Koźle       | 2164   | Mateusz Bieniek            |
| 25.03.2018  | 18:00 | MKS Będzin                   | 2:3 (20:25, 23:25, 25:23, 25:23, 15:17) | Aluron Virtu Warta Zawiercie | 1500   | Grzegorz Bociek            |
| 25.03.2018  | 20:00 | Onico Warszawa               | 3:0 (25:20, 27:25, 25:23)               | Asseco Resovia Rzeszów       | 4200   | Wojciech Włodarczyk        |
| 26.03.2018  | 18:00 | Espadon Szczecin             | 0:3 (21:25, 19:25, 25:27)               | PGE Skra Bełchatów           | 2200   | Marcin Janusz              |
| 04.04.2018  | 18:00 | BBTS Bielsko-Biała           | 1:3 (16:25, 22:25, 26:24, 18:25)        | Trefl Gdańsk                 | 400    | Patryk Niemiec             |
| 28. KOLEJKA |       |                              |                                         |                              |        |                            |
| 29.03.2018  | 17:00 | Cuprum Lubin                 | 2:3 (23:25, 31:33, 25:23, 25:23, 11:15) | Łuczniczka Bydgoszcz         | 1105   | Paweł Gryc                 |
| 29.03.2018  | 18:00 | Trefl Gdańsk                 | 3:0 (25:21, 25:16, 25:16)               | Czarni Radom                 | 2050   | Tyler Sanders              |
| 30.03.2018  | 17:00 | Jastrzębski Węgiel           | 3:0 (25:16, 25:21, 25:20)               | MKS Będzin                   | 1237   | Lukas Kampa                |
| 30.03.2018  | 18:00 | Asseco Resovia Rzeszów       | 3:0 (25:23, 25:15, 25:22)               | GKS Katowice                 | 1987   | Thibault Rossard           |
| 30.03.2018  | 18:00 | Indykpol AZS Olsztyn         | 3:1 (25:21, 21:25, 25:18, 25:21)        | Onico Warszawa               | 2000   | Jakub Kochanowski          |
| 30.03.2018  | 18:00 | Aluron Virtu Warta Zawiercie | 1:3 (31:33, 26:24, 21:25, 23:25)        | Espadon Szczecin             | 1500   | Bartosz Gawryszewski       |
| 30.03.2018  | 18:00 | Dafi Społem Kielce           | 2:3 (20:25, 25:23, 19:25, 25:18, 13:15) | PGE Skra Bełchatów           | 1374   | Patryk Czarnowski          |
| 31.03.2018  | 14:45 | BBTS Bielsko-Biała           | 0:3 (24:26, 20:25, 24:26)               | ZAKSA Kędzierzyn-Koźle       | 1000   | Maurice Torres             |
| 29. KOLEJKA |       |                              |                                         |                              |        |                            |
| 04.04.2018  | 18:00 | Łuczniczka Bydgoszcz         | 0:3 (20:25, 29:31, 20:25)               | Czarni Radom                 | 1130   | Dejan Vinčić               |
| 06.04.2018  | 19:00 | Stocznia Szczecin            | 3:2 (18:25, 25:23, 25:17, 19:25, 15:11) | Jastrzębski Węgiel           | 1800   | Mateusz Malinowski         |
| 07.04.2018  | 14:45 | ZAKSA Kędzierzyn-Koźle       | 2:3 (25:18, 25:23, 19:25, 21:25, 11:15) | Trefl Gdańsk                 | 1241   | Artur Szalpuk              |
| 07.04.2018  | 17:00 | BBTS Bielsko-Biała           | 1:3 (25:23, 22:25, 23:25, 18:25)        | PGE Skra Bełchatów           | 1500   | Bartosz Bednorz            |
| 07.04.2018  | 17:30 | GKS Katowice                 | 2:3 (25:20, 25:22, 21:25, 20:25, 11:15) | Indykpol AZS Olsztyn         | 550    | Michał Żurek               |
| 08.04.2018  | 17:30 | MKS Będzin                   | 1:3 (28:26, 23:25, 19:25, 16:25)        | Asseco Resovia Rzeszów       | 1200   | Jakub Jarosz               |
| 08.04.2018  | 20:00 | Onico Warszawa               | 1:3 (21:25, 23:25, 25:13, 20:25)        | Cuprum Lubin                 | 3748   | Łukasz Kaczmarek           |
| 09.04.2018  | 18:00 | Dafi Społem Kielce           | 1:3 (23:25, 19:25, 25:22, 20:25)        | Aluron Virtu Warta Zawiercie | 1520   | Grzegorz Bociek            |
| 30. KOLEJKA |       |                              |                                         |                              |        |                            |
| 13.04.2018  | 18:00 | Czarni Radom                 | 2:3 (25:22, 25:16, 26:28, 22:25, 14:16) | Onico Warszawa               | 1500   | Andrzej Wrona              |
| 14.04.2018  | 14:45 | PGE Skra Bełchatów           | 3:0 (26:24, 25:17, 34:32)               | ZAKSA Kędzierzyn-Koźle       | 2491   | Mariusz Wlazły             |
| 15.04.2018  | 14:45 | Indykpol AZS Olsztyn         | 3:0 (25:14, 25:17, 25:11)               | MKS Będzin                   | 2390   | Robbert Andringa           |
| 15.04.2018  | 14:45 | Jastrzębski Węgiel           | 3:0 (25:23, 25:16, 25:21)               | Dafi Społem Kielce           | 1219   | Salvador Hidalgo Oliva     |
| 15.04.2018  | 14:45 | Trefl Gdańsk                 | 3:0 (30:28, 25:15, 27:25)               | Łuczniczka Bydgoszcz         | 2050   | Damian Schulz              |
| 15.04.2018  | 14:45 | Asseco Resovia Rzeszów       | 3:0 (25:18, 25:21, 25:19)               | Stocznia Szczecin            | 3982   | Thibault Rossard           |
| 15.04.2018  | 14:45 | Cuprum Lubin                 | 3:1 (25:18, 25:17, 15:25, 25:20)        | GKS Katowice                 | 1088   | Łukasz Kaczmarek           |
| 15.04.2018  | 14:45 | Aluron Virtu Warta Zawiercie | 3:1 (32:30, 16:25, 25:21, 25:21)        | BBTS Bielsko-Biała           | 1500   | Grzegorz Pająk             |

#### Tabela
| Lp. | Drużyna                      | Pkt | Mecze | Mecze | Mecze | Rodzaj wyniku | Rodzaj wyniku | Rodzaj wyniku | Rodzaj wyniku | Rodzaj wyniku | Rodzaj wyniku | Sety | Sety | Sety  | Małe punkty | Małe punkty | Małe punkty |
| Lp. | Drużyna                      | Pkt | M     | W     | P     | 3:0           | 3:1           | 3:2           | 2:3           | 1:3           | 0:3           | wyg. | prz. | stos. | zdob.       | str.        | stos.       |
| --- | ---------------------------- | --- | ----- | ----- | ----- | ------------- | ------------- | ------------- | ------------- | ------------- | ------------- | ---- | ---- | ----- | ----------- | ----------- | ----------- |
| 1   | ZAKSA Kędzierzyn-Koźle       | 75  | 30    | 25    | 5     | 11            | 12            | 2             | 2             | 2             | 1             | 81   | 31   | 2.61  | 2699        | 2317        | 1.16        |
| 2   | PGE Skra Bełchatów           | 72  | 30    | 25    | 5     | 16            | 4             | 5             | 2             | 2             | 1             | 81   | 29   | 2.79  | 2594        | 2358        | 1.1         |
| 3   | Trefl Gdańsk                 | 65  | 30    | 24    | 6     | 14            | 3             | 7             | 0             | 2             | 4             | 74   | 35   | 2.11  | 2554        | 2328        | 1.1         |
| 4   | Asseco Resovia Rzeszów       | 57  | 30    | 19    | 11    | 12            | 5             | 2             | 2             | 3             | 6             | 64   | 42   | 1.52  | 2456        | 2353        | 1.04        |
| 5   | Indykpol AZS Olsztyn         | 57  | 30    | 19    | 11    | 8             | 6             | 5             | 5             | 2             | 4             | 69   | 49   | 1.41  | 2712        | 2536        | 1.07        |
| 6   | Jastrzębski Węgiel           | 57  | 30    | 18    | 12    | 10            | 5             | 3             | 6             | 1             | 5             | 67   | 47   | 1.43  | 2591        | 2458        | 1.05        |
| 7   | Onico Warszawa               | 56  | 30    | 20    | 10    | 8             | 6             | 6             | 2             | 6             | 2             | 70   | 48   | 1.46  | 2693        | 2579        | 1.04        |
| 8   | Cuprum Lubin                 | 45  | 30    | 15    | 15    | 5             | 6             | 4             | 4             | 3             | 8             | 56   | 59   | 0.95  | 2555        | 2546        | 1           |
| 9   | Cerrad Czarni Radom          | 43  | 30    | 14    | 16    | 7             | 4             | 3             | 4             | 8             | 4             | 58   | 58   | 1     | 2613        | 2571        | 1.02        |
| 10  | Aluron Virtu Warta Zawiercie | 39  | 30    | 12    | 18    | 4             | 4             | 4             | 7             | 4             | 7             | 54   | 66   | 0.82  | 2649        | 2720        | 0.97        |
| 11  | GKS Katowice                 | 36  | 30    | 12    | 18    | 4             | 5             | 3             | 3             | 7             | 8             | 49   | 65   | 0.75  | 2478        | 2576        | 0.96        |
| 12  | Stocznia Szczecin            | 34  | 30    | 10    | 20    | 3             | 3             | 4             | 8             | 6             | 6             | 52   | 71   | 0.73  | 2660        | 2799        | 0.95        |
| 13  | MKS Będzin                   | 29  | 30    | 10    | 20    | 2             | 5             | 3             | 2             | 8             | 10            | 42   | 71   | 0.59  | 2410        | 2638        | 0.91        |
| 14  | Łuczniczka Bydgoszcz         | 21  | 30    | 7     | 23    | 2             | 2             | 3             | 3             | 6             | 14            | 33   | 77   | 0.43  | 2338        | 2605        | 0.9         |
| 15  | BBTS Bielsko-Biała           | 19  | 30    | 6     | 24    | 1             | 2             | 3             | 4             | 11            | 9             | 37   | 80   | 0.46  | 2483        | 2739        | 0.91        |
| 16  | Dafi Społem Kielce           | 15  | 30    | 4     | 26    | 0             | 3             | 1             | 4             | 4             | 18            | 24   | 83   | 0.29  | 2211        | 2573        | 0.86        |

Źródło: plusliga.pl (pol.)
Punktacja: 3:0 i 3:1 – 3 pkt; 3:2 – 2 pkt; 2:3 – 1 pkt; 1:3 i 0:3 – 0 pkt
Zasady ustalania kolejności: 1. liczba punktów; 2. liczba zwycięstw; 3. stosunek setów; 4. stosunek małych punktów; 5. bilans w bezpośrednich meczach
     walka o mistrzostwo
     baraż o utrzymanie
     spadek

### Faza play-off

#### Runda I

##### Ćwierćfinał
(do 2 zwycięstw)
| Data       | Godz. | Gospodarz          | Rezultat                                | Gość               | Widzów | MVP              |
| ---------- | ----- | ------------------ | --------------------------------------- | ------------------ | ------ | ---------------- |
| 18.04.2018 | 20:30 | Jastrzębski Węgiel | 1:3 (25:14, 21:25, 23:25, 14:25)        | Trefl Gdańsk       | 1656   | Damian Schulz    |
| 21.04.2018 | 20:00 | Trefl Gdańsk       | 1:3 (25:23, 27:29, 17:25, 21:25)        | Jastrzębski Węgiel | 2300   | Maciej Muzaj     |
| 22.04.2018 | 20:00 | Trefl Gdańsk       | 3:2 (25:17, 21:25, 18:25, 26:24, 16:14) | Jastrzębski Węgiel | 1500   | Piotr Nowakowski |

| Data       | Godz. | Gospodarz              | Rezultat                               | Gość                   | Widzów | MVP               |
| ---------- | ----- | ---------------------- | -------------------------------------- | ---------------------- | ------ | ----------------- |
| 18.04.2018 | 17:00 | Indykpol AZS Olsztyn   | 2:3 (25:22, 27:25, 23:25, 19:25, 6:15) | Asseco Resovia Rzeszów | 2050   | Dawid Dryja       |
| 21.04.2018 | 14:45 | Asseco Resovia Rzeszów | 1:3 (28:30, 25:21, 15:25, 23:25)       | Indykpol AZS Olsztyn   | 3000   | Jakub Kochanowski |
| 22.04.2018 | 14:45 | Asseco Resovia Rzeszów | 1:3 (22:25, 25:18, 26:28, 26:28)       | Indykpol AZS Olsztyn   | 2800   | Jan Hadrava       |

##### Mecze o 7 miejsce
(dwumecz, możliwy złoty set)
| Data       | Godz. | Gospodarz      | Rezultat                                         | Gość           | Widzów | MVP              |
| ---------- | ----- | -------------- | ------------------------------------------------ | -------------- | ------ | ---------------- |
| 18.04.2018 | 18:00 | Cuprum Lubin   | 1:3 (18:25, 25:22, 17:25, 23:25)                 | Onico Warszawa | 1046   | Guillaume Samica |
| 23.04.2018 | 20:00 | Onico Warszawa | 1:3 (16:25, 18:25, 25:18, 21:25 złoty set 16:18) | Cuprum Lubin   | 1530   | Łukasz Kaczmarek |

##### Mecze o 9 miejsce
(dwumecz, możliwy złoty set)
| Data       | Godz. | Gospodarz                    | Rezultat                                  | Gość                         | Widzów | MVP          |
| ---------- | ----- | ---------------------------- | ----------------------------------------- | ---------------------------- | ------ | ------------ |
| 18.04.2018 | 18:00 | Aluron Virtu Warta Zawiercie | 3:1 (23:25, 25:20, 25:21, 25:21)          | Czarni Radom                 | 1500   | Matej Pátak  |
| 20.04.2018 | 18:30 | Czarni Radom                 | 3:0 (25:18, 25:19, 25:18 złoty set 12:15) | Aluron Virtu Warta Zawiercie | 1200   | Dejan Vinčić |

##### Mecze o 11 miejsce
(dwumecz, możliwy złoty set)
| Data       | Godz. | Gospodarz         | Rezultat                                | Gość              | Widzów | MVP            |
| ---------- | ----- | ----------------- | --------------------------------------- | ----------------- | ------ | -------------- |
| 18.04.2018 | 18:00 | Stocznia Szczecin | 2:3 (22:25, 20:25, 25:20, 25:21, 13:15) | GKS Katowice      | 728    | Serhij Kapełuś |
| 21.04.2018 | 17:00 | GKS Katowice      | 3:0 (25:20, 25:18, 25:18)               | Stocznia Szczecin | 200    | Karol Butryn   |

#### Runda II

##### Półfinał
(do 2 zwycięstw)
| Data       | Godz. | Gospodarz              | Rezultat                                | Gość                   | Widzów | MVP               |
| ---------- | ----- | ---------------------- | --------------------------------------- | ---------------------- | ------ | ----------------- |
| 25.04.2018 | 20:30 | Indykpol AZS Olsztyn   | 2:3 (25:27, 25:20, 23:25, 27:25, 17:19) | ZAKSA Kędzierzyn-Koźle | 2390   | Benjamin Toniutti |
| 28.04.2018 | 20:30 | ZAKSA Kędzierzyn-Koźle | 3:2 (19:25, 22:25, 25:17, 25:20, 15:11) | Indykpol AZS Olsztyn   | 3000   | Maurice Torres    |

| Data       | Godz. | Gospodarz          | Rezultat                                | Gość               | Widzów | MVP             |
| ---------- | ----- | ------------------ | --------------------------------------- | ------------------ | ------ | --------------- |
| 25.04.2018 | 17:30 | Trefl Gdańsk       | 2:3 (25:22, 20:25, 28:26, 16:25, 12:15) | PGE Skra Bełchatów | 4050   | Mariusz Wlazły  |
| 28.04.2018 | 17:30 | PGE Skra Bełchatów | 3:2 (25:19, 31:33, 25:17, 24:26, 15:13) | Trefl Gdańsk       | 2299   | Grzegorz Łomacz |

##### Mecze o 5 miejsce
(do 2 zwycięstw)
| Data       | Godz. | Gospodarz              | Rezultat                                | Gość                   | Widzów | MVP            |
| ---------- | ----- | ---------------------- | --------------------------------------- | ---------------------- | ------ | -------------- |
| 25.04.2018 | 18:00 | Jastrzębski Węgiel     | 3:2 (16:25, 21:25, 25:16, 25:18, 15:10) | Asseco Resovia Rzeszów | 800    | Jason De Rocco |
| 28.04.2018 | 17:00 | Asseco Resovia Rzeszów | 3:1 (19:25, 31:29, 28:26, 26:24)        | Jastrzębski Węgiel     | 2024   | Jakub Jarosz   |
| 29.04.2018 | 14:45 | Asseco Resovia Rzeszów | 1:3 (23:25, 27:25, 27:29, 20:25)        | Jastrzębski Węgiel     | 2136   | Lukas Kampa    |

##### Mecze o 3 miejsce
(do 2 zwycięstw)
| Data       | Godz. | Gospodarz            | Rezultat                                | Gość                 | Widzów | MVP           |
| ---------- | ----- | -------------------- | --------------------------------------- | -------------------- | ------ | ------------- |
| 02.05.2018 | 17:30 | Indykpol AZS Olsztyn | 2:3 (25:16, 26:24, 26:28, 23:25, 12:15) | Trefl Gdańsk         | 2300   | Artur Szalpuk |
| 05.05.2018 | 17:30 | Trefl Gdańsk         | 3:1 (25:16, 20:25, 25:19, 25:18)        | Indykpol AZS Olsztyn | 4475   | Artur Szalpuk |

##### Finały
(do 2 zwycięstw)
| Data       | Godz. | Gospodarz              | Rezultat                         | Gość                   | Widzów | MVP             |
| ---------- | ----- | ---------------------- | -------------------------------- | ---------------------- | ------ | --------------- |
| 02.05.2018 | 20:30 | PGE Skra Bełchatów     | 3:0 (25:23, 25:23, 26:24)        | ZAKSA Kędzierzyn-Koźle | 2427   | Mariusz Wlazły  |
| 05.05.2018 | 20:30 | ZAKSA Kędzierzyn-Koźle | 1:3 (25:15, 20:25, 21:25, 23:25) | PGE Skra Bełchatów     | 3375   | Grzegorz Łomacz |

### Faza play-out

#### Mecze o 13. miejsce
(do 2 zwycięstw)
| Data       | Godz. | Gospodarz            | Rezultat                                | Gość                 | Widzów | MVP                  |
| ---------- | ----- | -------------------- | --------------------------------------- | -------------------- | ------ | -------------------- |
| 19.04.2018 | 18:00 | Łuczniczka Bydgoszcz | 2:3 (23:25, 25:21, 25:19, 14:25, 16:18) | MKS Będzin           | 900    | Bartłomiej Grzechnik |
| 22.04.2018 | 17:00 | MKS Będzin           | 3:0 (25:19, 25:19, 25:20)               | Łuczniczka Bydgoszcz | 950    | Michał Potera        |

#### Baraż o utrzymanie/awans
(do 3 zwycięstw)
| Data       | Godz. | Gospodarz            | Rezultat                         | Gość                 | Widzów | MVP                 |
| ---------- | ----- | -------------------- | -------------------------------- | -------------------- | ------ | ------------------- |
| 28.04.2018 | 14:00 | Łuczniczka Bydgoszcz | 3:0 (25:19, 25:17, 25:18)        | AZS Częstochowa      | 950    | Bartosz Filipiak    |
| 29.04.2018 | 15:00 | Łuczniczka Bydgoszcz | 3:0 (25:18, 25:14, 25:21)        | AZS Częstochowa      | 600    | Metodi Ananiew      |
| 05.05.2018 | 17:00 | AZS Częstochowa      | 1:3 (20:25, 19:25, 27:25, 22:25) | Łuczniczka Bydgoszcz | 1436   | Wojciech Jurkiewicz |

## Klasyfikacja
| Lp. | Drużyna                      |
| --- | ---------------------------- |
| 1.  | PGE Skra Bełchatów           |
| 2.  | ZAKSA Kędzierzyn-Koźle       |
| 3.  | Trefl Gdańsk                 |
| 4.  | Indykpol AZS Olsztyn         |
| 5.  | Jastrzębski Węgiel           |
| 6.  | Asseco Resovia Rzeszów       |
| 7.  | Cuprum Lubin                 |
| 8.  | Onico Warszawa               |
| 9.  | Aluron Virtu Warta Zawiercie |
| 10. | Czarni Radom                 |
| 11. | GKS Katowice                 |
| 12. | Espadon Szczecin             |
| 13. | MKS Będzin                   |
| 14. | Łuczniczka Bydgoszcz         |
| 15. | BBTS Bielsko-Biała           |
| 16. | Dafi Społem Kielce           |

     Liga Mistrzów 2018/2019
     Puchar CEV 2018/2019
     Puchar Challenge 2018/2019
     spadek do I ligi

## Składy drużyn
| ZAKSA Kędzierzyn-Koźle | ZAKSA Kędzierzyn-Koźle | ZAKSA Kędzierzyn-Koźle | ZAKSA Kędzierzyn-Koźle | ZAKSA Kędzierzyn-Koźle |
| Nr                     | Imię i nazwisko        | Data ur.               | Wzrost                 | Pozycja                |
| ---------------------- | ---------------------- | ---------------------- | ---------------------- | ---------------------- |
| 1                      | Paweł Zatorski         | 21.06.1990             | 184                    | libero                 |
| 2                      | Krzysztof Bieńkowski   | 19.06.1995             | 198                    | rozgrywający           |
| 3                      | Rafał Szymura          | 29.08.1995             | 196                    | przyjmujący            |
| 4                      | Krzysztof Rejno        | 22.02.1993             | 203                    | środkowy               |
| 5                      | Marco Falaschi         | 18.09.1987             | 188                    | rozgrywający           |
| 7                      | Rafał Buszek           | 28.04.1987             | 195                    | przyjmujący            |
| 8                      | Sławomir Jungiewicz    | 21.06.1989             | 195                    | atakujący              |
| 9                      | Łukasz Wiśniewski      | 03.02.1989             | 199                    | środkowy               |
| 10                     | Mateusz Bieniek        | 05.04.1994             | 210                    | środkowy               |
| 11                     | Maurice Torres         | 06.07.1991             | 201                    | atakujący              |
| 12                     | Krzysztof Zapłacki     | 08.08.1993             | 196                    | przyjmujący            |
| 13                     | Kamil Semeniuk         | 16.07.1996             | 195                    | przyjmujący            |
| 15                     | Sam Deroo              | 24.04.1992             | 199                    | przyjmujący            |
| 16                     | Benjamin Toniutti      | 30.10.1989             | 183                    | rozgrywający           |
| 17                     | Aleksander Maziarz     | 22.04.1995             | 205                    | środkowy               |
| 18                     | Korneliusz Banach      | 25.01.1994             | 180                    | libero                 |
|                        | Andrea Gardini         | Trener                 | Trener                 | Trener                 |
|                        |                        | Asystent trenera       |                        |                        |

| PGE Skra Bełchatów | PGE Skra Bełchatów     | PGE Skra Bełchatów | PGE Skra Bełchatów | PGE Skra Bełchatów |
| Nr                 | Imię i nazwisko        | Data ur.           | Wzrost             | Pozycja            |
| ------------------ | ---------------------- | ------------------ | ------------------ | ------------------ |
| 1                  | Srećko Lisinac         | 17.05.1992         | 205                | środkowy           |
| 2                  | Mariusz Wlazły         | 04.08.1983         | 194                | atakujący          |
| 3                  | Wiktor Nowak           | 21.05.1999         | 186                | rozgrywający       |
| 4                  | Sebastian Adamczyk     | 18.09.1999         | 207                | środkowy           |
| 5                  | Marcin Janusz          | 31.07.1994         | 195                | rozgrywający       |
| 6                  | Karol Kłos             | 08.08.1989         | 201                | środkowy           |
| 7                  | Bartosz Bednorz        | 25.07.1994         | 201                | przyjmujący        |
| 8                  | Milan Katić            | 22.10.1993         | 201                | przyjmujący        |
| 9                  | Patryk Czarnowski      | 01.11.1985         | 202                | środkowy           |
| 10                 | Mikołaj Sawicki        | 23.11.1999         | 195                | przyjmujący        |
| 11                 | Milad Ebadipur         | 17.10.1993         | 196                | przyjmujący        |
| 12                 | Hubert Węgrzyn         | 06.01.2000         | 200                | środkowy           |
| 13                 | Szymon Romać           | 01.10.1992         | 196                | atakujący          |
| 14                 | Aleksandar Nedeljković | 27.10.1997         | 205                | środkowy           |
| 15                 | Grzegorz Łomacz        | 01.10.1987         | 187                | rozgrywający       |
| 16                 | Kacper Piechocki       | 17.12.1995         | 184                | libero             |
| 17                 | Nikołaj Penczew        | 22.05.1992         | 194                | przyjmujący        |
| 18                 | Robert Milczarek       | 28.11.1983         | 188                | libero             |
| 19                 | Antoni Piotrowski      | 03.08.1999         | 187                | przyjmujący        |
|                    | Roberto Piazza         | Trener             | Trener             | Trener             |
|                    | Michał Winiarski       | Asystent trenera   | Asystent trenera   | Asystent trenera   |

| Jastrzębski Węgiel | Jastrzębski Węgiel     | Jastrzębski Węgiel | Jastrzębski Węgiel | Jastrzębski Węgiel |
| Nr                 | Imię i nazwisko        | Data ur.           | Wzrost             | Pozycja            |
| ------------------ | ---------------------- | ------------------ | ------------------ | ------------------ |
| 1                  | Patryk Strzeżek        | 19.11.1989         | 203                | atakujący          |
| 2                  | Maciej Muzaj           | 21.05.1994         | 208                | atakujący          |
| 3                  | Jakub Popiwczak        | 17.04.1996         | 180                | libero             |
| 4                  | Grzegorz Kosok         | 02.03.1986         | 206                | środkowy           |
| 5                  | Dardan Lushtaku        | 05.02.1992         | 190                | rozgrywający       |
| 6                  | Damian Boruch          | 14.12.1989         | 209                | środkowy           |
| 7                  | Rodrigo Quiroga        | 23.03.1987         | 190                | przyjmujący        |
| 8                  | Marcin Ernastowicz     | 31.07.1997         | 192                | przyjmujący        |
| 9                  | Jason De Rocco         | 19.09.1989         | 201                | przyjmujący        |
| 10                 | Lukas Kampa            | 29.11.1986         | 195                | rozgrywający       |
| 11                 | Wojciech Sobala        | 12.05.1988         | 207                | środkowy           |
| 12                 | Karol Gdowski          | 10.02.1999         | 182                | libero             |
| 13                 | Salvador Hidalgo Oliva | 27.12.1985         | 195                | przyjmujący        |
| 17                 | Jakub Turski           | 06.09.1998         | 202                | środkowy           |
|                    | Ferdinando De Giorgi   | Trener             | Trener             | Trener             |
|                    | Leszek Dejewski        | Asystent trenera   | Asystent trenera   | Asystent trenera   |

| Asseco Resovia Rzeszów | Asseco Resovia Rzeszów | Asseco Resovia Rzeszów | Asseco Resovia Rzeszów | Asseco Resovia Rzeszów |
| Nr                     | Imię i nazwisko        | Data ur.               | Wzrost                 | Pozycja                |
| ---------------------- | ---------------------- | ---------------------- | ---------------------- | ---------------------- |
| 1                      | Michał Kędzierski      | 09.08.1994             | 194                    | rozgrywający           |
| 2                      | Paweł Rusek            | 21.01.1983             | 183                    | libero                 |
| 3                      | Bartłomiej Lemański    | 19.03.1996             | 217                    | środkowy               |
| 5                      | Lukáš Ticháček         | 12.01.1982             | 193                    | rozgrywający           |
| 6                      | Dominik Depowski       | 27.10.1995             | 203                    | przyjmujący            |
| 7                      | Jakub Jarosz           | 10.02.1987             | 197                    | atakujący              |
| 8                      | Elviss Krastins        | 15.09.1994             | 192                    | przyjmujący            |
| 9                      | Thibault Rossard       | 28.08.1993             | 193                    | przyjmujący/atakujący  |
| 10                     | Jochen Schöps          | 08.10.1983             | 204                    | atakujący              |
| 11                     | Aleksander Śliwka      | 24.05.1995             | 195                    | przyjmujący            |
| 12                     | Łukasz Perłowski       | 03.04.1984             | 203                    | środkowy               |
| 13                     | Mateusz Masłowski      | 13.06.1997             | 185                    | libero                 |
| 15                     | Barthélémy Chinenyeze  | 28.02.1998             | 202                    | środkowy               |
| 17                     | Marcin Możdżonek       | 09.02.1985             | 212                    | środkowy               |
| 18                     | Dawid Dryja            | 21.07.1992             | 201                    | środkowy               |
|                        | Andrzej Kowal          | Trener                 | Trener                 | Trener                 |
|                        |                        | Asystent trenera       |                        |                        |

| Indykpol AZS Olsztyn | Indykpol AZS Olsztyn | Indykpol AZS Olsztyn | Indykpol AZS Olsztyn | Indykpol AZS Olsztyn |
| Nr                   | Imię i nazwisko      | Data ur.             | Wzrost               | Pozycja              |
| -------------------- | -------------------- | -------------------- | -------------------- | -------------------- |
| 1                    | Mateusz Kańczok      | 03.06.1993           | 203                  | atakujący            |
| 2                    | Jan Hadrava          | 03.06.1991           | 199                  | atakujący            |
| 3                    | Michał Żurek         | 03.06.1988           | 182                  | libero               |
| 4                    | Daniel Pliński       | 10.12.1978           | 204                  | środkowy             |
| 5                    | Miłosz Zniszczoł     | 02.07.1986           | 199                  | środkowy             |
| 6                    | Robbert Andringa     | 28.04.1990           | 192                  | przyjmujący          |
| 7                    | Jakub Kochanowski    | 17.07.1997           | 200                  | środkowy             |
| 8                    | Dawid Sokołowski     | 06.10.2000           | 192                  | przyjmujący          |
| 10                   | Łukasz Makowski      | 21.02.1989           | 187                  | rozgrywający         |
| 11                   | Blake Scheerhoorn    | 06.01.1995           | 203                  | przyjmujący          |
| 12                   | Paweł Woicki         | 29.06.1983           | 183                  | rozgrywający         |
| 13                   | Adrian Buchowski     | 30.09.1991           | 194                  | przyjmujący          |
| 14                   | Tomas Rousseaux      | 31.03.1994           | 199                  | przyjmujący          |
| 17                   | Jakub Zabłocki       | 10.04.1995           | 188                  | libero               |
|                      | Roberto Santilli     | Trener               | Trener               | Trener               |
|                      | Marcin Mierzejewski  | Asystent trenera     | Asystent trenera     | Asystent trenera     |

| Cuprum Lubin | Cuprum Lubin         | Cuprum Lubin     | Cuprum Lubin     | Cuprum Lubin          |
| Nr           | Imię i nazwisko      | Data ur.         | Wzrost           | Pozycja               |
| ------------ | -------------------- | ---------------- | ---------------- | --------------------- |
| 2            | Łukasz Kaczmarek     | 29.06.1994       | 204              | przyjmujący/atakujący |
| 3            | Keith Pupart         | 19.03.1985       | 195              | przyjmujący           |
| 5            | Adam Michalski       | 24.12.1988       | 201              | środkowy              |
| 6            | Miloš Terzić         | 13.06.1987       | 202              | przyjmujący           |
| 7            | Maciej Gorzkiewicz   | 16.02.1984       | 192              | rozgrywający          |
| 8            | Adrian Patucha       | 25.06.1983       | 196              | atakujący             |
| 9            | Robert Täht          | 15.08.1993       | 192              | przyjmujący           |
| 10           | Dawid Gunia          | 01.01.1987       | 203              | środkowy              |
| 11           | Filip Biegun         | 21.05.1996       | 198              | przyjmujący           |
| 12           | Przemysław Smoliński | 27.11.1992       | 201              | środkowy              |
| 13           | Michal Masný         | 14.08.1979       | 182              | rozgrywający          |
| 16           | Piotr Hain           | 26.02.1991       | 207              | środkowy              |
| 17           | Marcin Kryś          | 15.01.1983       | 192              | libero                |
| 18           | Bartosz Makoś        | 01.08.1998       | 175              | libero                |
|              | Patrick Duflos       | Trener           | Trener           | Trener                |
|              | Tomasz Wasilkowski   | Asystent trenera | Asystent trenera | Asystent trenera      |

| Cerrad Czarni Radom | Cerrad Czarni Radom | Cerrad Czarni Radom | Cerrad Czarni Radom | Cerrad Czarni Radom |
| Nr                  | Imię i nazwisko     | Data ur.            | Wzrost              | Pozycja             |
| ------------------- | ------------------- | ------------------- | ------------------- | ------------------- |
| 1                   | Dmytro Teriomenko   | 01.02.1987          | 200                 | środkowy            |
| 2                   | Michał Ostrowski    | 29.03.1990          | 203                 | środkowy            |
| 3                   | Jakub Zwiech        | 06.11.1996          | 202                 | środkowy            |
| 5                   | Dejan Vinčić        | 15.09.1986          | 202                 | rozgrywający        |
| 6                   | Wojciech Żaliński   | 08.01.1988          | 195                 | przyjmujący         |
| 7                   | Dustin Watten       | 27.10.1986          | 183                 | libero              |
| 8                   | Kacper Wasilewski   | 04.01.1998          | 193                 | libero              |
| 9                   | Jakub Ziobrowski    | 23.01.1997          | 200                 | atakujący           |
| 10                  | Michał Filip        | 31.08.1994          | 195                 | atakujący           |
| 11                  | Kamil Droszyński    | 28.01.1997          | 190                 | rozgrywający        |
| 12                  | Dmytro Dołhopołow   | 14.03.1993          | 195                 | rozgrywający        |
| 14                  | Jakub Rybicki       | 01.01.1998          | 195                 | przyjmujący         |
| 15                  | Norbert Huber       | 14.08.1997          | 206                 | środkowy            |
| 19                  | Tomasz Fornal       | 31.08.1997          | 198                 | przyjmujący         |
| 20                  | Kamil Kwasowski     | 13.09.1990          | 199                 | przyjmujący         |
|                     | Robert Prygiel      | Trener              | Trener              | Trener              |
|                     | Wojciech Stępień    | Asystent trenera    | Asystent trenera    | Asystent trenera    |

| Trefl Gdańsk | Trefl Gdańsk      | Trefl Gdańsk     | Trefl Gdańsk     | Trefl Gdańsk     |
| Nr           | Imię i nazwisko   | Data ur.         | Wzrost           | Pozycja          |
| ------------ | ----------------- | ---------------- | ---------------- | ---------------- |
| 1            | Piotr Nowakowski  | 18.12.1987       | 205              | środkowy         |
| 2            | Wojciech Grzyb    | 04.01.1981       | 206              | środkowy         |
| 3            | Tyler Sanders     | 14.12.1991       | 191              | rozgrywający     |
| 6            | Szymon Jakubiszak | 13.02.1998       | 208              | przyjmujący      |
| 7            | Damian Schulz     | 26.02.1990       | 208              | atakujący        |
| 10           | Daniel McDonnell  | 15.09.1988       | 200              | środkowy         |
| 11           | Wojciech Ferens   | 05.04.1991       | 194              | przyjmujący      |
| 12           | Artur Szalpuk     | 20.03.1995       | 202              | przyjmujący      |
| 14           | Maciej Olenderek  | 16.10.1992       | 178              | libero           |
| 15           | Mateusz Mika      | 21.01.1991       | 207              | przyjmujący      |
| 16           | Fabian Majcherski | 28.03.1997       | 175              | libero           |
| 18           | Michał Kozłowski  | 16.02.1985       | 191              | rozgrywający     |
| 19           | Bradley Gunter    | 05.12.1993       | 200              | atakujący        |
|              | Andrea Anastasi   | Trener           | Trener           | Trener           |
|              | Bogdan Kotnik     | Asystent trenera | Asystent trenera | Asystent trenera |

| Onico Warszawa | Onico Warszawa       | Onico Warszawa   | Onico Warszawa   | Onico Warszawa   |
| Nr             | Imię i nazwisko      | Data ur.         | Wzrost           | Pozycja          |
| -------------- | -------------------- | ---------------- | ---------------- | ---------------- |
| 1              | Jakub Kowalczyk      | 26.06.1986       | 200              | środkowy         |
| 2              | Bartosz Kwolek       | 17.07.1997       | 192              | przyjmujący      |
| 3              | Sharone Vernon-Evans | 28.08.1998       | 202              | atakujący        |
| 6              | Antoine Brizard      | 22.05.1994       | 194              | rozgrywający     |
| 7              | Jędrzej Gruszczyński | 13.11.1997       | 186              | libero           |
| 8              | Andrzej Wrona        | 27.12.1988       | 206              | środkowy         |
| 9              | Guillaume Samica     | 28.09.1981       | 197              | przyjmujący      |
| 12             | Sebastian Warda      | 18.01.1989       | 205              | środkowy         |
| 13             | Jan Firlej           | 26.09.1996       | 186              | rozgrywający     |
| 14             | Nikola Ǵorǵiev       | 23.07.1988       | 196              | atakujący        |
| 18             | Damian Wojtaszek     | 07.09.1988       | 180              | libero           |
| 19             | Jan Nowakowski       | 17.05.1994       | 202              | środkowy         |
| 20             | Wojciech Włodarczyk  | 28.10.1990       | 200              | przyjmujący      |
|                | Stéphane Antiga      | Trener           | Trener           | Trener           |
|                | Fabio Storti         | Asystent trenera | Asystent trenera | Asystent trenera |

| GKS Katowice | GKS Katowice        | GKS Katowice     | GKS Katowice     | GKS Katowice     |
| Nr           | Imię i nazwisko     | Data ur.         | Wzrost           | Pozycja          |
| ------------ | ------------------- | ---------------- | ---------------- | ---------------- |
| 1            | Bartłomiej Krulicki | 15.09.1993       | 205              | środkowy         |
| 2            | Adrian Stańczak     | 17.02.1987       | 183              | libero           |
| 3            | Dominik Witczak     | 02.01.1983       | 196              | atakujący        |
| 4            | Marcin Komenda      | 24.05.1996       | 198              | rozgrywający     |
| 6            | Karol Butryn        | 18.06.1993       | 198              | atakujący        |
| 7            | Serhij Kapełuś      | 22.10.1982       | 191              | przyjmujący      |
| 8            | Tomasz Kalembka     | 30.06.1991       | 202              | środkowy         |
| 9            | Paweł Pietraszko    | 05.10.1990       | 201              | środkowy         |
| 10           | Maciej Fijałek      | 07.08.1982       | 186              | rozgrywający     |
| 12           | Emanuel Kohút       | 21.07.1982       | 206              | środkowy         |
| 14           | Bartosz Mariański   | 30.05.1992       | 187              | libero           |
| 15           | Kacper Stelmach     | 05.05.1997       | 199              | przyjmujący      |
| 16           | Rafał Sobański      | 10.08.1991       | 195              | przyjmujący      |
| 19           | Gonzalo Quiroga     | 25.02.1993       | 193              | przyjmujący      |
|              | Piotr Gruszka       | Trener           | Trener           | Trener           |
|              | Grzegorz Słaby      | Asystent trenera | Asystent trenera | Asystent trenera |

| MKS Będzin | MKS Będzin                 | MKS Będzin       | MKS Będzin | MKS Będzin   |
| Nr         | Imię i nazwisko            | Data ur.         | Wzrost     | Pozycja      |
| ---------- | -------------------------- | ---------------- | ---------- | ------------ |
| 1          | Marcin Waliński            | 24.10.1990       | 196        | przyjmujący  |
| 2          | Dawid Woch                 | 16.05.1997       | 198        | środkowy     |
| 4          | Łukasz Kozub               | 03.11.1997       | 186        | rozgrywający |
| 5          | Artur Ratajczak            | 18.09.1990       | 206        | środkowy     |
| 6          | Jan Klobučar               | 11.12.1992       | 195        | przyjmujący  |
| 7          | Mateusz Kowalski           | 20.02.1997       | 204        | środkowy     |
| 8          | Jonah Seif                 | 30.10.1994       | 198        | rozgrywający |
| 9          | Jakub Burnatowski          | 23.02.1998       | 190        | rozgrywający |
| 10         | Bartłomiej Grzechnik       | 08.02.1993       | 200        | środkowy     |
| 11         | Mateusz Przybyła           | 12.04.1991       | 208        | środkowy     |
| 13         | Michał Potera              | 06.03.1988       | 183        | libero       |
| 14         | Jakub Peszko               | 01.04.1992       | 193        | przyjmujący  |
| 15         | Matej Kök                  | 11.12.1996       | 196        | przyjmujący  |
| 16         | Rafał Faryna               | 28.09.1994       | 200        | atakujący    |
| 17         | Złatan Jordanow            | 03.03.1991       | 198        | przyjmujący  |
| 18         | Szymon Gregorowicz         | 07.03.1994       | 183        | libero       |
| 20         | Rafael Rodrigues de Araújo | 13.06.1991       | 207        | atakujący    |
|            | Gido Vermeulen             | Trener           | Trener     | Trener       |
|            |                            | Asystent trenera |            |              |

| Stocznia Szczecin | Stocznia Szczecin    | Stocznia Szczecin | Stocznia Szczecin | Stocznia Szczecin |
| Nr                | Imię i nazwisko      | Data ur.          | Wzrost            | Pozycja           |
| ----------------- | -------------------- | ----------------- | ----------------- | ----------------- |
| 1                 | Janusz Gałązka       | 16.04.1987        | 199               | środkowy          |
| 2                 | Bartłomiej Kluth     | 20.12.1992        | 210               | atakujący         |
| 3                 | Justin Duff          | 10.05.1988        | 202               | środkowy          |
| 4                 | Tomasz Kowalski      | 12.06.1991        | 203               | rozgrywający      |
| 5                 | Adrian Kacperkiewicz | 09.10.1998        | 185               | przyjmujący       |
| 6                 | Mateusz Malinowski   | 06.05.1992        | 197               | atakujący         |
| 7                 | Marcin Jaskuła       | 11.02.1998        | 179               | libero            |
| 8                 | Maciej Zajder        | 31.01.1988        | 202               | środkowy          |
| 10                | Dawid Murek          | 24.07.1977        | 196               | libero            |
| 11                | Michał Ruciak        | 22.08.1983        | 190               | przyjmujący       |
| 13                | Marcin Wika          | 09.11.1983        | 194               | przyjmujący       |
| 14                | Eemi Tervaportti     | 26.07.1989        | 193               | rozgrywający      |
| 17                | Bartosz Gawryszewski | 22.08.1985        | 202               | środkowy          |
| 18                | Adrian Mihułka       | 10.07.1989        | 182               | libero            |
| 19                | Jeffrey Menzel       | 31.10.1988        | 200               | przyjmujący       |
|                   | Michał Mieszko Gogol | Trener            | Trener            | Trener            |
|                   |                      | Asystent trenera  |                   |                   |

| Dafi Społem Kielce | Dafi Społem Kielce  | Dafi Społem Kielce | Dafi Społem Kielce | Dafi Społem Kielce |
| Nr                 | Imię i nazwisko     | Data ur.           | Wzrost             | Pozycja            |
| ------------------ | ------------------- | ------------------ | ------------------ | ------------------ |
| 1                  | Szymon Biniek       | 30.07.1995         | 186                | libero             |
| 2                  | Jakub Szymański     | 25.03.1998         | 200                | przyjmujący        |
| 4                  | Przemysław Stępień  | 07.02.1994         | 185                | rozgrywający       |
| 5                  | Patryk Więckowski   | 27.03.1998         | 202                | atakujący          |
| 6                  | Mariusz Schamlewski | 16.01.1991         | 196                | środkowy           |
| 7                  | Jakub Wachnik       | 16.02.1993         | 202                | przyjmujący        |
| 8                  | Andrij Orobko       | 10.08.1997         | 201                | środkowy           |
| 9                  | Aleksiej Nałobin    | 03.10.1989         | 205                | środkowy           |
| 10                 | Maciej Pawliński    | 02.02.1983         | 193                | przyjmujący        |
| 11                 | Michał Superlak     | 16.11.1993         | 205                | środkowy           |
| 12                 | Tomislav Đokić      | 27.02.1986         | 204                | atakujący          |
| 13                 | Piotr Adamski       | 04.12.1991         | 195                | rozgrywający       |
| 15                 | Mateusz Czunkiewicz | 16.12.1996         | 180                | libero             |
| 17                 | Łukasz Łapszyński   | 23.09.1993         | 195                | przyjmujący        |
| 18                 | Grzegorz Duluk      | 21.01.1999         | 182                | libero             |
| 20                 | Maksim Marozau      | 29.05.1989         | 206                | środkowy           |
|                    | Dariusz Daszkiewicz | Trener             | Trener             | Trener             |
|                    |                     | Asystent trenera   |                    |                    |

| BBTS Bielsko-Biała | BBTS Bielsko-Biała   | BBTS Bielsko-Biała | BBTS Bielsko-Biała | BBTS Bielsko-Biała    |
| Nr                 | Imię i nazwisko      | Data ur.           | Wzrost             | Pozycja               |
| ------------------ | -------------------- | ------------------ | ------------------ | --------------------- |
| 1                  | Jarosław Macionczyk  | 22.01.1979         | 190                | rozgrywający          |
| 3                  | Wiaczesław Tarasow   | 02.02.1988         | 200                | przyjmujący           |
| 4                  | Wojciech Siek        | 01.05.1994         | 205                | środkowy              |
| 5                  | Jakub Bucki          | 13.08.1988         | 197                | atakujący             |
| 6                  | Piotr Łukasik        | 11.07.1994         | 208                | przyjmujący           |
| 7                  | Przemysław Czauderna | 21.05.1992         | 184                | libero                |
| 8                  | Bartosz Janeczek     | 12.07.1987         | 198                | przyjmujący/atakujący |
| 9                  | Maciej Skowroński    | 08.04.1995         | 202                | środkowy              |
| 10                 | Mariusz Gaca         | 20.01.1984         | 201                | środkowy              |
| 11                 | Kajetan Marek        | 06.01.1994         | 186                | libero                |
| 13                 | Tomasz Piotrowski    | 02.09.1997         | 198                | przyjmujący           |
| 16                 | Bartosz Cedzyński    | 20.12.1990         | 211                | środkowy              |
| 17                 | Harrison Peacock     | 31.01.1991         | 192                | rozgrywający          |
| 20                 | Oleg Krikun          | 20.04.1991         | 202                | atakujący             |
|                    | Rastislav Chudík     | Trener             | Trener             | Trener                |
|                    | Paweł Gradowski      | Asystent trenera   | Asystent trenera   | Asystent trenera      |

| Łuczniczka Bydgoszcz | Łuczniczka Bydgoszcz      | Łuczniczka Bydgoszcz | Łuczniczka Bydgoszcz | Łuczniczka Bydgoszcz |
| Nr                   | Imię i nazwisko           | Data ur.             | Wzrost               | Pozycja              |
| -------------------- | ------------------------- | -------------------- | -------------------- | -------------------- |
| 1                    | Metodi Ananiew            | 17.02.1986           | 203                  | przyjmujący          |
| 2                    | Jakub Rohnka              | 10.03.1992           | 194                  | przyjmujący          |
| 3                    | Edgardo Goás              | 27.01.1989           | 197                  | rozgrywający         |
| 4                    | Wojciech Jurkiewicz       | 21.06.1977           | 205                  | środkowy             |
| 6                    | Paweł Gryc                | 09.01.1996           | 208                  | atakujący            |
| 7                    | Michał Szalacha           | 15.01.1994           | 202                  | środkowy             |
| 8                    | Henrique Parreira Batagim | 01.08.1993           | 195                  | przyjmujący          |
| 9                    | Bartosz Filipak           | 27.02.1994           | 195                  | atakujący            |
| 10                   | Adam Kowalski             | 16.09.1994           | 180                  | libero               |
| 12                   | Ewgenios Gortsaniuk       | 11.10.1987           | 200                  | przyjmujący          |
| 13                   | Piotr Sieńko              | 08.12.1993           | 196                  | rozgrywający         |
| 15                   | Kacper Bobrowski          | 08.10.1997           | 188                  | przyjmujący          |
| 17                   | Krzysztof Bieńkowski      | 19.06.1995           | 198                  | rozgrywający         |
| 17                   | Mateusz Sacharewicz       | 23.10.1989           | 198                  | środkowy             |
| 18                   | Wojciech Kowalski         | 28.01.1998           | 178                  | libero               |
| 19                   | Patryk Akala              | 12.10.1988           | 201                  | środkowy             |
|                      | Jakub Bednaruk            | Trener               | Trener               | Trener               |
|                      |                           | Asystent trenera     |                      |                      |

| Aluron Virtu Warta Zawiercie | Aluron Virtu Warta Zawiercie | Aluron Virtu Warta Zawiercie | Aluron Virtu Warta Zawiercie | Aluron Virtu Warta Zawiercie |
| Nr                           | Imię i nazwisko              | Data ur.                     | Wzrost                       | Pozycja                      |
| ---------------------------- | ---------------------------- | ---------------------------- | ---------------------------- | ---------------------------- |
| 1                            | Patryk Akala                 | 12.10.1988                   | 201                          | środkowy                     |
| 2                            | Mariusz Marcyniak            | 05.03.1992                   | 206                          | środkowy                     |
| 3                            | Łukasz Swodczyk              | 01.06.1990                   | 196                          | środkowy                     |
| 4                            | Kamil Długosz                | 20.03.1992                   | 200                          | przyjmujący                  |
| 5                            | Michał Żuk                   | 04.07.1985                   | 196                          | przyjmujący                  |
| 7                            | Maciej Zajder                | 31.01.1988                   | 202                          | środkowy                     |
| 8                            | Łukasz Kaczorowski           | 12.05.1988                   | 196                          | atakujący                    |
| 9                            | Krzysztof Andrzejewski       | 26.01.1983                   | 180                          | libero                       |
| 10                           | Hugo de Leon Guimarães       | 04.07.1990                   | 198                          | przyjmujący                  |
| 12                           | Grzegorz Bociek              | 06.06.1991                   | 207                          | atakujący                    |
| 13                           | Kacper Popik                 | 19.10.1992                   | 191                          | rozgrywający                 |
| 14                           | Grzegorz Pająk               | 01.01.1987                   | 196                          | rozgrywający                 |
| 15                           | David Smith                  | 15.05.1985                   | 201                          | środkowy                     |
| 17                           | Matej Pátak                  | 08.06.1990                   | 197                          | przyjmujący                  |
| 19                           | Taichirō Koga                | 04.10.1989                   | 170                          | libero                       |
|                              | Emanuele Zanini              | Trener                       | Trener                       | Trener                       |
|                              | Dominik Kwapisiewicz         | Asystent trenera             | Asystent trenera             | Asystent trenera             |

## Transfery
| ZAKSA Kędzierzyn-Koźle | ZAKSA Kędzierzyn-Koźle |
| Przychodzą | Odchodzą |
| --- | --- |
| - Andrea Gardini (I trener) (AZS Olsztyn) - Maurice Torres (Bunge Rawenna) - Marco Falaschi (GKS Katowice) - Sławomir Jungiewicz (TV Bühl) - Rafał Szymura (AZS Częstochowa) - Krzysztof Rejno (MKS Będzin) - Krzysztof Zapłacki (Krispol Września) - Krzysztof Bieńkowski (BBTS Bielsko-Biała) | - Ferdinando De Giorgi (I trener) (Reprezentacja Polski) - Oskar Kaczmarczyk (II trener) (Reprezentacja Polski) - Kevin Tillie (Beijing Volleyball) - Dawid Konarski (Ziraat Bankası Ankara) - Patryk Czarnowski (PGE Skra Bełchatów) - Grzegorz Bociek (Aluron Virtu Warta Zawiercie) - Grzegorz Pająk (Aluron Virtu Warta Zawiercie) - Dominik Witczak (GKS Katowice) |
| w trakcie sezonu | |
| | - Krzysztof Bieńkowski (Łuczniczka Bydgoszcz) |

| PGE Skra Bełchatów | PGE Skra Bełchatów | PGE Skra Bełchatów |
| Przychodzą | Odchodzą |                    |
| --- | --- | ------------------ |
| - Roberto Piazza (I trener) (Azimut Modena) - Milad Ebadipur (Sarmayeh Bank) - Milan Katić (Łuczniczka Bydgoszcz) - Aleksandar Nedeljković (Kosowska Mitrowica) - Grzegorz Łomacz (Cuprum Lubin) - Szymon Romać (Lotos Trefl Gdańsk) - Patryk Czarnowski (ZAKSA Kędzierzyn-Koźle) - Sebastian Adamczyk (SMS PZPS Spała) - Wiktor Nowak (Skra II Bełchatów) - Mikołaj Sawicki (Skra II Bełchatów) - Hubert Węgrzyn (Skra II Bełchatów) - Antoni Piotrowski (Effector Kielce (Młoda Liga)) | - Philippe Blain (I trener) (Reprezentacja Japonii) - Krzysztof Stelmach (II trener) (AZS Częstochowa) - Nicolás Uriarte (Sada Cruzeiro Vôlei) - Jurij Hładyr (Fenerbahçe SK) - Michał Winiarski (koniec kariery) - Bartosz Kurek (Ziraat Bankası Ankara) - Artur Szalpuk (Trefl Gdańsk) - Mariusz Marcyniak (Aluron Virtu Warta Zawiercie) |                    |

| Jastrzębski Węgiel                                         | Jastrzębski Węgiel |
| Przychodzą                                                 | Odchodzą |
| ---------------------------------------------------------- | --- |
| - Rodrigo Quiroga (Al Nasr) - Dardan Lushtaku (Hylte VBK)  | - Scott Touzinsky (koniec kariery) - Sebastian Schwarz (United Volleys Rhein-Main) - Radosław Gil (Calcit Kamnik) - Marcin Bachmatiuk (Volejbal Odolena Voda) |
| w trakcie sezonu                                           | |
| - Ferdinando De Giorgi (I trener) (ZAKSA Kędzierzyn-Koźle) | - Mark Lebedew (I trener) (szuka klubu) |

| Asseco Resovia Rzeszów | Asseco Resovia Rzeszów |
| Przychodzą | Odchodzą |
| --- | --- |
| - Roberto Serniotti (I trener) (Berlin Recycling Volleys) - Elviss Krastins (Volley Precura Antwerpia) - Aleksander Śliwka (AZS Olsztyn) - Jakub Jarosz (El Jaish) - Michał Kędzierski (Cerrad Czarni Radom) - Paweł Rusek (Cuprum Lubin) - Łukasz Perłowski (Espadon Szczecin) - Dominik Depowski (Espadon Szczecin) | - Andrzej Kowal (I trener) (szuka klubu) - Thomas Jaeschke (Marmi Lanza Werona) - Marko Ivović (Vôlei Taubaté) - John Perrin (Beijing Volleyball) - Gavin Schmitt (Toray Arrows) - Frederic Winters (SL Benfica) - Piotr Nowakowski (Trefl Gdańsk) - Damian Wojtaszek (ONICO Warszawa) - Fabian Drzyzga (Olympiakos Pireus) |
| w trakcie sezonu | |
| - Andrzej Kowal (I trener) (bez klubu) - Barthélémy Chinenyeze (Spacer's de Toulouse) | - Roberto Serniotti (I trener) (szuka klubu) |

| AZS Olsztyn | AZS Olsztyn |
| Przychodzą | Odchodzą |
| --- | --- |
| - Roberto Santilli (I trener) (Reprezentacja Australii) - Tomas Rousseaux (VfB Friedrichshafen) - Robbert Andringa (Stade Poitiers) - Blake Scheerhoorn (Trinity Western Spartans) - Mateusz Kańczok (MOS Wola Warszawa) - Dawid Sokołowski (AZS Olsztyn (Młoda Liga)) | - Andrea Gardini (I trener) (ZAKSA Kędzierzyn-Koźle) - Ezequiel Palacios (Ciudad Vóley) - Hidde Boswinkel (AVS Mosca Bruno Bolzano) - Aleksander Śliwka (Asseco Resovia Rzeszów) - Wojciech Włodarczyk (ONICO Warszawa) |

| Cuprum Lubin | Cuprum Lubin |
| Przychodzą | Odchodzą |
| --- | --- |
| - Patrick Duflos (I trener) (Al-Arabi Dauha) - Tomasz Wasilkowski (II trener) (El Jaish) - Michal Masný (Lotos Trefl Gdańsk) - Miloš Terzić (Nice VB) - Przemysław Smoliński (Onico Warszawa) - Adrian Patucha (Dukla Liberec) - Filip Biegun (Barkom Kazhany Lwów) - Bartosz Makoś (Jastrzębski Węgiel (Młoda Liga)) | - Gheorghe Crețu (I trener) (Biełogorje Biełgorod) - Marcus Böhme (Olympiakos Pireus) - Rafail Kumendakis (UGS Nantes-Rezé) - Grzegorz Łomacz (PGE Skra Bełchatów) - Igor Grobelny (Hypo Tirol Alpenvolleys Haching) - Paweł Rusek (Asseco Resovia Rzeszów) - Mateusz Malinowski (Espadon Szczecin) |

| Cerrad Czarni Radom | Cerrad Czarni Radom |
| Przychodzą | Odchodzą |
| --- | --- |
| - Dejan Vinčić (Halkbank Ankara) - Dmytro Teriomenko (Biełogorje Biełgorod) - Michał Filip (ONICO Warszawa) - Kamil Droszyński (Lindemans Aalst) - Norbert Huber (SMS PZPS Spała) - Kamil Kwasowski (BBTS Bielsko-Biała) - Jakub Rybicki (SMS PZPS Spała) - Kacper Wasilewski (Cerrad Czarni Radom (Młoda Liga)) | - Emanuel Kohút (GKS Katowice) - David Smith (Aluron Virtu Warta Zawiercie) - Bartłomiej Bołądź (VfB Friedrichshafen) - Michał Kędzierski (Asseco Resovia Rzeszów) - Łukasz Wiese (SK Posojilnica Aich/Dob) - Kacper Gonciarz (Ślepsk Suwałki) - Jakub Urbanowicz (Jadar Siedlce) - Piotr Filipowicz (szuka klubu) |
| w trakcie sezonu | |
| - Dmytro Dołhopołow (Selver Tallinn) | - Dmytro Dołhopołow (Acqua Fonteviva Massa) |

| Trefl Gdańsk | Trefl Gdańsk |
| Przychodzą | Odchodzą |
| --- | --- |
| - Daniel McDonnell (Chaumont VB 52) - Tyler Sanders (Arkas Spor Izmir) - Bradley Gunter (Bigbank Tartu) - Piotr Nowakowski (Asseco Resovia Rzeszów) - Artur Szalpuk (PGE Skra Bełchatów) - Maciej Olenderek (ONICO Warszawa) - Michał Kozłowski (Espadon Szczecin) | - Wojciech Serafin (II trener) (Dafi Społem Kielce) - Michal Masný (Cuprum Lubin) - Dmytro Paszycki (Kuzbass Kemerowo) - Piotr Gacek (koniec kariery) - Szymon Romać (PGE Skra Bełchatów) - Bartosz Gawryszewski (Espadon Szczecin) - Bartosz Pietruczuk (Hypo Tirol Alpenvolleys Haching) - Przemysław Stępień (Dafi Społem Kielce) - Miłosz Hebda (New Mater Volley Castellana Grotte) |

| ONICO Warszawa | ONICO Warszawa |
| Przychodzą | Odchodzą |
| --- | --- |
| - Stéphane Antiga (I trener) (Reprezentacja Polski) - Nikola Ǵorǵiev (Toray Arrows) - Antoine Brizard (Spacer's de Toulouse) - Sharone Vernon-Evans (FTC Canada) - Wojciech Włodarczyk (AZS Olsztyn) - Jan Nowakowski (Łuczniczka Bydgoszcz) - Damian Wojtaszek (Asseco Resovia Rzeszów) - Sebastian Warda (Aluron Virtu Warta Zawiercie) | - Jakub Bednaruk (I trener) (Łuczniczka Bydgoszcz) - Paweł Zagumny (koniec kariery) - Michał Filip (Cerrad Czarni Radom) - Maciej Olenderek (Trefl Gdańsk) - Łukasz Łapszyński (Dafi Społem Kielce) - Paweł Halaba (VK Jihostroj Czeskie Budziejowice) - Paweł Mikołajczak (KS Metro Warszawa) - Przemysław Smoliński (Cuprum Lubin) - Waldemar Świrydowicz (szuka klubu) |

| GKS Katowice | GKS Katowice |
| Przychodzą | Odchodzą |
| --- | --- |
| - Gonzalo Quiroga (Obras Sanitarias de San Juan) - Emanuel Kohút (Cerrad Czarni Radom) - Dominik Witczak (ZAKSA Kędzierzyn-Koźle) - Marcin Komenda (Effector Kielce) | - Gert van Walle (Lindemans Aalst) - Marco Falaschi (ZAKSA Kędzierzyn-Koźle) - Michał Błoński (Lechia Tomaszów Mazowiecki) |

| MKS Będzin | MKS Będzin |
| Przychodzą | Odchodzą |
| --- | --- |
| - Matej Kök (OK Triglav Kranj) - Bartłomiej Grzechnik (BBTS Bielsko-Biała) - Rafał Faryna (SKS Hajnówka) - Szymon Gregorowicz (MKS Będzin (Młoda Liga)) | - Kyle Russell (Berlin Recycling Volleys) - Nathan Roberts (AS Cannes VB) - Krzysztof Rejno (ZAKSA Kędzierzyn-Koźle) - Mateusz Piotrowski (Stal AZS PWSZ Nysa) - Paweł Stysiał (SK Posojilnica Aich/Dob) |
| w trakcie sezonu | |
| - Gido Vermeulen (I trener) - Jan Klobučar (United Volleys Rhein-Main)                                                                                  | - Stelio DeRocco (I trener) (szuka klubu) - Matej Kök (ACH Volley Lublana) - Dawid Woch (Nice VB) |

| Espadon Szczecin / Stocznia Szczecin | Espadon Szczecin / Stocznia Szczecin |
| Przychodzą | Odchodzą |
| --- | --- |
| - Eemi Tervaportti (Stade Poitevin Poitiers) - Justin Duff (Olympiakos Pireus) - Jeffrey Menzel (Al-Wasl VC) - Bartosz Gawryszewski (Lotos Trefl Gdańsk) - Mateusz Malinowski (Cuprum Lubin) - Tomasz Kowalski (AZS Częstochowa) - Marcin Jaskuła (MOS Wola Warszawa) - Adrian Kacperkiewicz (MOS Wola Warszawa) | - Danaił Miłuszew (Basi Grafiche Lagonegro) - Michal Sládeček (TSV Herrsching) - Michał Kozłowski (Trefl Gdańsk) - Bartosz Cedzyński (BBTS Bielsko-Biała) - Dominik Depowski (Asseco Resovia Rzeszów) - Łukasz Perłowski (Asseco Resovia Rzeszów) - Maciej Wołosz (szuka klubu) - Maciej Kowalonek (UKS Mickiewicz Kluczbork) |
| w trakcie sezonu | |
| | - Maciej Zajder (Aluron Virtu Warta Zawiercie) |

| Dafi Społem Kielce | Dafi Społem Kielce |
| Przychodzą | Odchodzą |
| --- | --- |
| - Wojciech Serafin (I trener) (Lotos Trefl Gdańsk) - Maksim Marozau (Dinamo-LO) - Mateusz Czunkiewicz (Łuczniczka Bydgoszcz) - Przemysław Stępień (Lotos Trefl Gdańsk) - Łukasz Łapszyński (ONICO Warszawa) - Mariusz Schamlewski (Victoria Wałbrzych) - Piotr Adamski (AGH Kraków) - Jakub Szymański (SMS PZPS Spała) - Grzegorz Duluk (MOS Wola Warszawa) | - Sinan Cem Tanık (I trener) (szuka klubu) - Leo Andrić (Sir Safety Perugia) - Peter Wohlfahrtstätter (Tourcoing Lille) - Andrij Orobko (Victoria Wałbrzych) - Konrad Formela (Biogas Volley Näfels) - Bartosz Bućko (AZS Częstochowa) - Jędrzej Maćkowiak (Krispol Września) - Krzysztof Antosik (Krispol Września) - Marcin Komenda (GKS Katowice) - Damian Sobczak (VK Ostrava) |
| w trakcie sezonu | |
| - Dariusz Daszkiewicz (I trener) - Tomislav Đokić (Baniyas VC) | - Wojciech Serafin (I trener) (szuka klubu) |

| BBTS Bielsko-Biała | BBTS Bielsko-Biała |
| Przychodzą | Odchodzą |
| --- | --- |
| - Paweł Gradowski (II trener) (BBTS Bielsko-Biała (Młoda Liga)) - Harrison Peacock (Hurrikaani-Loimaa) - Oleg Krikun (NOWA Nowokujbyszewsk) - Wiaczesław Tarasow (Lokomotiw Nowosybirsk) - Piotr Łukasik (KPS Siedlce) - Bartosz Cedzyński (Espadon Szczecin) - Jarosław Macionczyk (Aluron Virtu Warta Zawiercie) - Jakub Bucki (Jadar Siedlce) - Kajetan Marek (BBTS Bielsko-Biała (Młoda Liga)) - Tomasz Piotrowski (BBTS Bielsko-Biała (Młoda Liga)) - Maciej Skowroński (BBTS Bielsko-Biała (Młoda Liga)) | - Paweł Wrzeszcz (II trener) (szuka klubu) - Adam Bartoš (Nice VB) - Miloš Vemić (OK Vojvodina Nowy Sad) - Dmytro Storożyłow (VK Pawłodar) - Kamil Kwasowski (Cerrad Czarni Radom) - Bartłomiej Grzechnik (MKS Będzin) - Krzysztof Bieńkowski (ZAKSA Kędzierzyn-Koźle) - Łukasz Koziura (AZS Częstochowa) - Krzysztof Modzelewski (Lindemans Aalst) - Bartłomiej Lipiński (Pallavolo Azzurra Alessano) - Paweł Gryc (Łuczniczka Bydgoszcz) |

| Łuczniczka Bydgoszcz | Łuczniczka Bydgoszcz |
| Przychodzą | Odchodzą |
| --- | --- |
| - Jakub Bednaruk (I trener) (Onico Warszawa) - Metodi Ananiew (Zamalek VC) - Edgardo Goás (Konya Büyükşehir Belediye Spor Kulübü) - Henrique Parreira Batagim (Pamvochaikos VC) - Michał Szalacha (AZS Częstochowa) - Adam Kowalski (AZS Częstochowa) - Paweł Gryc (BBTS Bielsko-Biała) | - Dragan Michajlović (I trener) (szuka klubu) - Marian Kardas (II trener) (Krispol Września) - Igor Yudin (Zenit Kazań) - Milan Katić (PGE Skra Bełchatów) - Jan Nowakowski (ONICO Warszawa) - Mateusz Czunkiewicz (Dafi Społem Kielce) - Marcel Gromadowski (Volejbalový klub Kladno) - Patryk Szczurek (AZS Częstochowa) - Mateusz Siwicki (AZS Częstochowa) |
| w trakcie sezonu | |
| - Ewgenios Gortsaniuk (MAS Niki Aiginiou) - Krzysztof Bieńkowski (ZAKSA Kędzierzyn-Koźle) - Patryk Akala (Aluron Virtu Warta Zawiercie) | - Henrique Parreira Batagim (Panathinaikos Ateny) |

| Aluron Virtu Warta Zawiercie | Aluron Virtu Warta Zawiercie |
| Przychodzą | Odchodzą |
| --- | --- |
| - Emanuele Zanini (I trener) (Reprezentacja Turcji) - David Smith (Cerrad Czarni Radom) - Taichirō Koga (Paris Volley) - Matej Pátak (Chaumont VB 52) - Hugo de Leon Guimarães (Kemas Lamipel Santa Croce) - Grzegorz Bociek (ZAKSA Kędzierzyn-Koźle) - Grzegorz Pająk (ZAKSA Kędzierzyn-Koźle) - Krzysztof Andrzejewski (Ślepsk Suwałki) - Mariusz Marcyniak (PGE Skra Bełchatów) | - Sebastian Warda (ONICO Warszawa) - Jarosław Macionczyk (BBTS Bielsko-Biała) - Kamil Dębski (TS Volley Rybnik) - Kamil Gutkowski (Lechia Tomaszów Mazowiecki) - Paweł Filipowicz (Ślepsk Suwałki) - Grzegorz Wójtowicz (szuka klubu) - Jakub Lewandowski (TSV Sanok) - Dawid Ogórek (Lechia Tomaszów Mazowiecki) - Bartosz Dzierżanowski (Energetyk Jaworzno) - Adam Sobolewski (KPS Siedlce) |
| w trakcie sezonu | |
| - Maciej Zajder (Espadon Szczecin) | |